# Comitê União e Progresso
O Comitê Otomano de União e Progresso (CUP, também traduzido como Sociedade de União e Progresso; em turco-otomano: اتحاد و ترقى جمعيتی, romanizado: İttihad ve Terakki Cemiyeti; ver § Nome) foi um grupo revolucionário, sociedade secreta e partido político, ativo entre 1889 e 1926 no Império Otomano e na República da Turquia. A principal facção dos Jovens Turcos, o CUP, instigou a Revolução dos Jovens Turcos de 1908, que pôs fim à monarquia absoluta e deu início à Segunda Era Constitucional. Após uma transformação ideológica, de 1913 a 1918, a CUP governou o império como uma ditadura   e cometeu genocídios contra os povos armênio, grego e assírio como parte de uma política mais ampla de apagamento étnico durante o final do período otomano.  O CUP e seus membros são frequentemente chamados de "Jovens Turcos", embora o movimento dos Jovens Turcos também tenha produzido outros partidos políticos otomanos. Dentro do Império Otomano, seus membros eram conhecidos como İttihadcılar ("Unionistas") ou Komiteciler ("Comissários"). 
A organização começou como um movimento de reforma liberal, e o governo autocrático do sultão Abdulamide II (r. 1876–1909) perseguiu-o por causa de seus apelos por um governo constitucional e reforma. A maioria de seus membros foi exilada e presa após uma tentativa frustrada de golpe em 1896, que deu início a um período de lutas internas entre as comunidades de Jovens Turcos emigrados na Europa. A causa do CUP foi revivida em 1906 com um novo quadro de burocratas "macedônios" e contingentes do exército otomano baseados na Macedônia otomana que lutavam contra insurgentes étnicos na Luta da Macedônia.  Em 1908, os unionistas se revoltaram na Revolução dos Jovens Turcos e forçaram Abdulamide  a restabelecer a Constituição de 1876, inaugurando uma era de pluralidade política. Durante a Segunda Era Constitucional, a CUP inicialmente influenciou a política nos bastidores e introduziu grandes reformas para continuar a modernização do Império Otomano. O principal rival do CUP era o Partido da Liberdade e do Acordo, um partido conservador que defendia a descentralização do império, em oposição ao desejo do CUP de um estado centralizado e unitário dominado pelos turcos.
O CUP consolidou seu poder às custas do Partido da Liberdade e do Acordo na "Eleição de Clubes" de 1912 e no Ataque à Sublime Porta de 1913, ao mesmo tempo em que se tornou cada vez mais fragmentado, radical e nacionalista devido à derrota da Turquia na Primeira Guerra dos Balcãs e aos ataques aos muçulmanos dos Balcãs. O CUP tomou o poder total após o assassinato do Grão-Vizir Mahmud Shevket Paxá em junho de 1913, com as decisões mais importantes sendo finalmente decididas pelo Comitê Central do partido. Um triunvirato do líder da CUP Talât Paxá com Enver Paxá e Cemal Paxá assumiu o controle do país e se aliou à Alemanha na Primeira Guerra Mundial. Com a ajuda de seus paramilitares, a Organização Especial, o regime unionista promulgou políticas que resultaram na destruição e expulsão dos cidadãos armênios, gregos pônticos e assírios do império, a fim de turquificar a Anatólia.
Após a derrota otomana na Primeira Guerra Mundial, em outubro de 1918, os líderes da CUP escaparam para o exílio na Europa, onde a Federação Revolucionária Armênia assassinou vários deles (incluindo Talât e Cemal) na Operação Nêmesis, em vingança por suas políticas genocidas. Muitos membros do CUP foram levados à corte marcial e presos em julgamentos por crimes de guerra com o apoio das potências aliadas. No entanto, a maioria dos ex-unionistas conseguiu se juntar ao crescente movimento nacionalista turco liderado por Mustafa Kemal Atatürk, continuando suas carreiras políticas na República da Turquia como membros do Partido Republicano do Povo de Atatürk após a Guerra da Independência da Turquia. Atatürk e o Partido Republicano do Povo expandiram as reformas introduzidas pela União e Progresso e continuaram o governo de partido único na Turquia até 1946.  

## Nome
O CUP foi estabelecido pela primeira vez como Comitê da União Otomana (em turco otomano: İttihad-ı Osmanî Cemiyeti) em Constantinopla (hoje Istambul) em 6 de fevereiro de 1889 por um grupo de estudantes de medicina da Escola Militar Imperial de Medicina. Ahmet Rıza, sendo um ávido seguidor de Auguste Comte e suas teorias sobre o progressismo, mudou o nome do clube inicial para Comitê de União e Progresso (CUP) (em turco otomano: اتحاد و ترقى جمعيتی, romanizado: İttihad ve Terakki Cemiyeti). Entre 1906 e 1908, era conhecido como Comitê de Progresso e União, mas mudou seu nome de volta para o mais conhecido Comitê União e Progresso durante a Revolução dos Jovens Turcos.
A palavra cemiyet tem muitas traduções. É uma palavra emprestada do árabe (جمعية, jām'ia) e uma tradução clássica seria "comitê" ou "sociedade" ou "organização". Como os Jovens Turcos admiravam muito a Revolução Francesa e os clubes e sociedades políticas radicais que foram fundados ao longo dela, uma tradução mais precisa e fiel de İttihad ve Terakki Cemiyeti para o inglês seria "Sociedade da União e do Progresso". Eles desejavam especialmente modelar seu movimento no clube jacobino e se consideravam como tal. No Ocidente, o CUP foi confundido com o movimento mais amplo dos Jovens Turcos e seus membros eram chamados de Jovens Turcos, enquanto no Império Otomano um membro era conhecido como İttihadçı  ou Komiteci,  que significa İttihadista (Unionista) e Comissário, respectivamente. Sua ideologia é conhecida como İttihadçılık, ou İttihadismo (Unionismo). O Comitê Central referiu-se informalmente a si próprio como o "Comitê Sagrado" (Cemiyet-i mukaddese) ou a "Caaba da Liberdade" (Kâbe-i hürriyet). 

## Origens

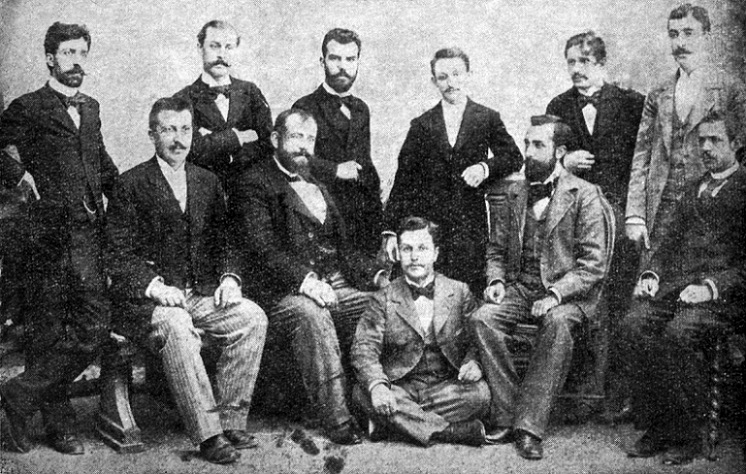
Membros dos Jovens Turcos : İshak Sükuti, Serâceddin Bey, Tunalı Hilmi, Âkil Muhtar, Mithat Şükrü, Emin Bey, Lutfi Bey, Doutor Şefik, Nûri Ahmed, Doutor Reshid e Celal Münif

O Comitê da União Otomana (İttihad-ı Osmanî Cemiyeti) foi estabelecido como uma sociedade secreta em 2 de junho de 1889 por Ibrahim Temo, Dr. Mehmed Reşid, Abdullah Cevdet e İshak Sükuti, todos estudantes de medicina da Escola Militar Imperial de Medicina em Constantinopla.     Embora tivessem muitas crenças contraditórias derivadas do Iluminismo, eles estavam unidos pela necessidade de uma constituição para evitar um maior declínio do império. O sultão Abdulamide II promulgou uma constituição e um parlamento após sua ascensão ao trono em 1876, mas suspendeu ambos após a derrota na Guerra Russo-Turca de 1877-1878. De 1878 a 1908, Abdulamide governou o império como uma ditadura pessoal. Porém, o mais importante é que o império ainda estava em declínio. Estava endividado com credores europeus a ponto de suas finanças serem controladas por banqueiros ocidentais, e movimentos nacionalistas de minorias não muçulmanas continuavam avançando. Portanto, os que se opunham ao seu regime, chamados Jovens Turcos, esperavam derrubar Abdulamide II em favor de um de seus irmãos, a fim de salvar o império por meio do constitucionalismo: o príncipe herdeiro Mehmed Reşad (Maomé V) ou o ex-sultão Murade V.
Sob o pretexto de um banquete, o Comitê da União Otomana realizou sua primeira reunião no vinhedo de Midhat Paxá, nos arredores de Edirnekapı, Constantinopla.  Foi decidido nesta reunião que a sociedade seguiria o modelo dos Carbonários italianos e seria estruturada em células. Eles se reuniam todas as sextas-feiras em lugares diferentes, onde realizavam seminários discutindo as obras de jovens pensadores otomanos, como Namık Kemal e Ziya Paxá, elaboravam regulamentos e liam filosofia e literatura proibidas. A sociedade ganhou apoio de estudantes civis e militares de outras faculdades ao redor de Constantinopla.  Abdulamide II tomou conhecimento das atividades da sociedade pela primeira vez em julho de 1890.  A partir dessa data, os membros da sociedade passaram a ser vigiados e alguns seriam presos e interrogados. Em 1894, o Ministério das Escolas Militares lançou uma investigação que recomendou a expulsão de nove líderes da escola de medicina, mas o palácio perdoou-os por considerar os unionistas um movimento estudantil inofensivo.  Logo, porém, alguns membros da União Otomana começaram a fugir para a Europa, onde se reuniram em colônias. 
Em 1894, Selanikli Mehmet "Doutor" Nazim foi enviado pela União Otomana para recrutar um influente jovem turco emigrado baseado em Paris: Ahmed Rıza Bey. Rıza logo liderou a seção de Paris de uma organização unida de dissidentes que operavam na Europa e em Constantinopla: o Comitê Otomano de União e Progresso (Osmanlı İttihat ve Terakki Cemiyeti) (CUP), que era centrado em torno do órgão Meşveret e seu suplemento francês.    O CUP se tornou a facção preeminente dos Jovens Turcos quando absorveu outros grupos de oposição e estabeleceu contato com a intelectualidade exilada, maçons e ministros do gabinete, a ponto de observadores europeus começarem a chamá-los de "Partido dos Jovens Turcos". O CUP apoiou a tentativa de golpe de Kâmil Paxá durante o auge da crise diplomática causada pelos massacres de Hamid.  Com a derrota de Kâmil, uma onda de prisões e exílios causou caos na organização dentro do Império Otomano. Em agosto de 1896, ministros unionistas conspiraram um golpe de estado para derrubar o sultão, mas a conspiração vazou para o palácio. Estadistas proeminentes foram exilados em Fezzan, Tripolitânia, Acre e Benghazi. Outro complô foi tramado no ano seguinte, quando cadetes unionistas da Academia Militar planejaram assassinar o Ministro das Escolas Militares. As autoridades foram avisadas e uma grande operação de prisão foi realizada. 630 pessoas foram presas; 78 delas foram enviadas para a Tripolitânia. Este incidente de exílio entrou para a história como "Sacrifícios do Şeref" (Şeref Kurbanları) e foi o maior evento de exílio no reinado de Abdulamide. 

## Política como emigrados

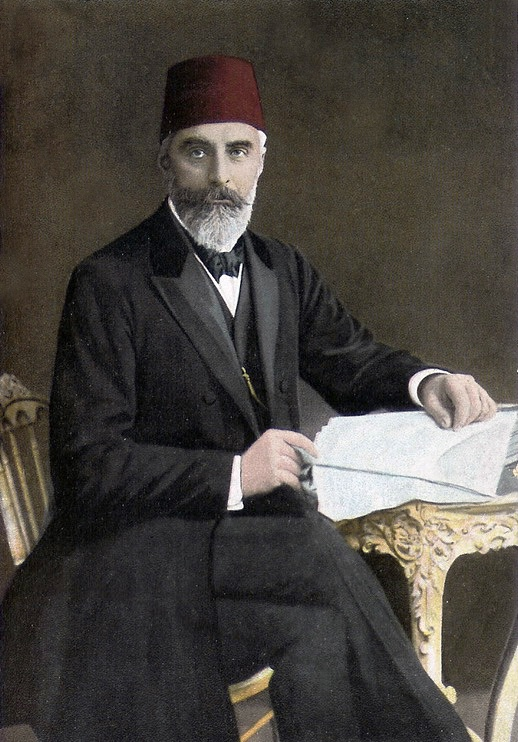
Ahmed Rıza, membro proeminente do CUP

Após o fracasso das conspirações da União Otomana em meados da década de 1890, a seção de Constantinopla da organização ficou inoperante e a sede foi transferida para Paris. Comunidades de jovens emigrantes turcos foram estabelecidas em Paris, Londres, Genebra, Bucareste e no Egito ocupado pelos britânicos.  No exílio, os Jovens Turcos seriam atormentados por lutas internas entre expatriados. Rıza era um positivista declarado e defendia uma agenda nacionalista e secularista turca. Embora ele tenha denunciado a revolução, ele tinha um rival mais conservador e islâmico em Mehmet Murat Bey, famoso por Mizan. Rıza também teve que lidar com a facção "ativista" do CUP que pressionou por uma revolução. Outras filiais do CUP muitas vezes agiam de forma autônoma com suas próprias correntes ideológicas, a ponto de o comitê parecer mais uma organização guarda-chuva. Meşveret (Rıza) apelou ao restabelecimento da constituição, mas sem revolução, bem como a um Império Otomano mais centralizado, dominado pelos turcos e soberano de influência europeia. 
Sob pressão do palácio, as autoridades francesas baniram Meşveret e deportaram Rıza e seus unionistas em 1896. Após se estabelecerem em Bruxelas, o governo belga também foi pressionado a deportar o grupo alguns anos depois. Um congresso em dezembro de 1896 viu Murat eleito como presidente de Rıza e a sede mudou-se para Genebra, causando um cisma na sociedade entre os apoiadores de Rıza em Paris e os apoiadores de Murat em Genebra.  Após o triunfo do Império Otomano sobre a Grécia em 1897, o sultão Abdulamide usou o prestígio que ganhou com a vitória para persuadir a rede exilada dos Jovens Turcos a retornar ao seu grupo. Depois de expulsar Rıza do CUP, Murat aceitou a oferta de anistia, assim como Cevdet e Sükuti. Uma onda de extradições, mais anistias e aquisições enfraqueceu uma organização de oposição que já operava no exílio. Embora o moral estivesse baixo, Ahmet Rıza, que retornou a Paris, era o único líder da rede exilada dos Jovens Turcos.  
Em 1899, membros da dinastia otomana Damat Mahmud Paxá e seus filhos Sabahaddin e Lütfullah fugiram para a Europa para se juntar aos Jovens Turcos. No entanto, o príncipe Sabahaddin acreditava que abraçar os valores anglo-saxões do capitalismo e do liberalismo aliviaria os problemas do Império, como o separatismo de minorias não muçulmanas, como os armênios. Em 1902, o Primeiro Congresso da Oposição Otomana [tr], que incluía os unionistas de Rıza, os apoiadores de Sabahaddin, os Dashnaks armênios e os Vergazmiya Hunchaks, e outros grupos gregos e búlgaros, foi realizada em Paris. Foi definido pela questão de se deveria ou não convidar a intervenção estrangeira para mudança de regime em Constantinopla para melhorar os direitos das minorias; uma maioria que incluía Sabahaddin e seus seguidores, bem como os armênios, defendia a intervenção estrangeira, uma minoria que incluía os unionistas de Rıza e os unionistas ativistas eram contra a mudança violenta e especialmente a intervenção estrangeira. Com essa maioria, o príncipe Sabahaddin, Ismail Qemali e Rexhep Pasha Mati planejaram um golpe de estado, que fracassou. Mais tarde, eles fundaram a Liga da Empresa Privada e Descentralização [tr], que apelava a um estado otomano mais descentralizado e federalizado, em oposição à visão centralista de Rıza. Após o congresso, Rıza formou uma coalizão com os ativistas e fundou o Comitê de Progresso e União (CPU, Osmanlı Terakki ve İttihat Cemiyeti). Essa tentativa malsucedida de diminuir a divisão entre os Jovens Turcos aprofundou a rivalidade entre o grupo de Sabahaddin e a CPU de Rıza. O século XX começou com o governo de Abdulamide II seguro e sua oposição dispersa e dividida. 

## Era Revolucionária (1905–1908)
Apesar de todos esses contratempos para a CPU e os Jovens Turcos, a causa da liberdade ( hürriyet ) foi efetivamente revivida sob um novo quadro em Salônica (atual Tessalônica) em 1907. Em setembro de 1906, uma organização constitucionalista secreta chamada Comitê Otomano para a Liberdade (Osmanlı Hürriyet Cemiyeti; OFC) foi formada em Salônica. Teve dez fundadores, entre os quais Mehmet Talât, diretor regional dos serviços de Correios e Telégrafos de Salônica; Dr. Midhat Şükrü (Bleda), diretor de um hospital municipal, Mustafa Rahmi (Arslan), um comerciante da conhecida família Evranoszade, e os primeiros tenentes İsmail Canbulat [tr] e Ömer Naci [tr].    A maioria dos fundadores da OFC também se juntou à loja maçônica de Salônica, Macedônia Risorta, pois as lojas maçônicas provaram ser refúgios seguros da polícia secreta do Palácio de Yıldız. 
Os oficiais do exército İsmail Enver e Kazım Karabekir fundariam a filial de Monastir (moderna Bitola) da OFC, que acabou por ser uma fonte potente de recrutas para a organização.   Ao contrário dos recrutas, em sua maioria burocratas, do ramo da OFC de Salônica, os recrutas da OFC de Monastir eram oficiais do Terceiro Exército.  O Terceiro Exército estava enfrentando grupos insurgentes gregos, búlgaros e sérvios (que também estavam se enfrentando) no que ficou conhecido como conflito macedônio, e seus oficiais acreditavam que uma constituição e uma reforma drástica trariam paz e manteriam a autoridade otomana em uma região que estava em conflito intercomunitário aparentemente perpétuo. Esses oficiais temiam que a influência estrangeira aumentasse na região se o conflito não fosse resolvido. As Grandes Potências já impuseram um pacote de reformas em 1903 que permitiu que inspectores e gendarmes internacionais ajudassem na governação da região.  Isto tornou a adesão a sociedades secretas revolucionárias com tendências imperialistas especialmente atraente para os oficiais.  Este sentimento generalizado levou os oficiais superiores a ignorarem o facto de muitos dos seus oficiais subalternos se terem juntado a sociedades secretas. 
Inicialmente, a filiação à OFC era acessível apenas para muçulmanos, principalmente albaneses e turcos, com alguns curdos e árabes também se tornando membros, mas nem gregos, sérvios ou búlgaros foram aceitos ou abordados. Seus primeiros setenta membros eram exclusivamente muçulmanos. Depois de 1907, os não-muçulmanos puderam tornar-se membros da OFC.  Sob a iniciativa de Talât, a OFC fundiu-se com a CPU da secção parisiense de Rıza em Setembro de 1907, e o grupo tornou-se o centro interno da CPU no Império Otomano.  Talât tornou-se secretário-geral da CPU interna, enquanto Bahattin Şakir tornou-se secretário-geral do seu departamento externo. Após a Revolução dos Jovens Turcos, esse quadro conhecido como "macedônios", composto por Talât, Şakir, Dr. Mehmet Nazım, Enver, Ahmed Cemal, Midhat Şükrü e Mehmed Cavid, suplantou a liderança de Rıza dos antigos unionistas exilados. Por enquanto, esta fusão reorientou o comité de um grupo de oposição intelectual para uma organização revolucionária secreta. 

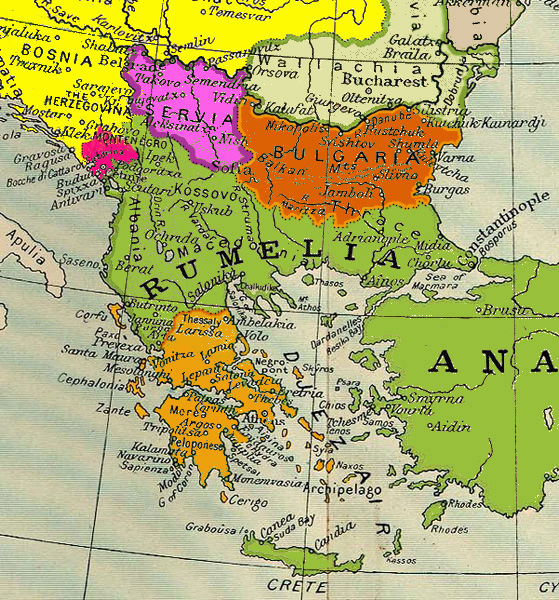
Mapa da Europa Otomana (Rumélia) em 1908. A região, que então passava por uma guerra civil de baixa intensidade conhecida como Luta da Macedônia, foi o berço do CUP e de sua revolução constitucionalista.

Com a intenção de imitar outras organizações nacionalistas revolucionárias como o Partido Dashnak ou a IMRO,  foi construída uma extensa organização baseada em células. O modus operandi da CPU era "Komitecilik" (Comitê), ou governo por conspiração revolucionária. A adesão ao comité revolucionário era feita apenas por convite e aqueles que aderiam tinham de manter a sua filiação em segredo.  Os recrutas passavam por uma cerimônia de iniciação, onde faziam um juramento sagrado com o livro sagrado de sua religião na mão direita e uma espada, adaga ou revólver na mão esquerda.  Eles juraram obedecer incondicionalmente a todas as ordens do Comitê Central; nunca revelar os segredos da CPU e manter a sua própria filiação em segredo; estar dispostos a morrer pela pátria e pelo Islão em todos os momentos; e seguir as ordens do Comité Central para matar qualquer um que o Comité Central quisesse ver morto, incluindo os seus próprios amigos e familiares.  A pena por desobedecer às ordens do Comité Central ou por tentar abandonar a CPU era a morte.  Para impor sua política, os unionistas tinham um grupo seleto de membros do partido especialmente devotados, conhecidos como fedâi, ou voluntários abnegados, cuja função era assassinar qualquer membro da CPU que desobedecesse ordens, revelasse seus segredos ou fosse suspeito de ser informante da polícia. A CPU professou estar a lutar pela restauração da Constituição, mas a sua organização interna e os seus métodos eram intensamente autoritários, sendo esperado que os seus quadros seguissem rigorosamente as ordens do "Comité Sagrado". 
O comitê tinha uma presença secreta em cidades por toda a Turquia europeia (Rumélia). Em comparação, a organização estava visivelmente ausente dos círculos intelectuais e das unidades militares sediadas na Anatólia e no Levante, sendo Esmirna (İzmir) uma exceção.  Sob esse nome genérico, é possível encontrar albaneses, árabes, armênios, aromenos, búlgaros, sérvios, judeus, gregos, turcos e curdos, unidos pelo objetivo comum de derrubar o regime despótico de Abdulamide II. Durante este tempo, a CPU cultivou relações estreitas com os Dashnaks e a ala esquerda do IMRO, e relações cordiais com os Hunchaks. 
Em 22 de dezembro de 1907, no Segundo Congresso da Oposição Otomana [tr], Rıza, Sabahaddin e os Dashnaks finalmente conseguiram deixar de lado suas diferenças e assinaram uma aliança, declarando que Abdul Hamid deveria ser deposto e o regime substituído por um governo representativo e constitucional por todos os meios necessários, sem interferência estrangeira.   O Partido Dashnak (Dashnaktsutyun, ou Federação Revolucionária Armênia, ARF) foi um partido político marxista-socialista armênio, originário da tradição Narodnik, que exigia autonomia e reformas para a Armênia, enquanto seus irmãos Hunchak (Partido Social-Democrata Hunchakiano, SDHP) estavam posicionados mais à esquerda e mais dispostos a pedir separatismo. Ambos os partidos se inspiraram em organizações de comitês dos Bálcãs, o que levou à criação de células fedayi bem organizadas para defender o campesinato armênio e à disposição de cometer atos de terrorismo para destacar a difícil situação armênia (veja a tomada do banco otomano e a tentativa de assassinato de Abdulamide II em Yıldız). Os Dashnaks assinaram a aliança com a esperança de que reformas descentralizadoras pudessem ser concedidas aos armênios otomanos quando os Jovens Turcos assumissem o poder, embora o mantra central da CPU fosse a centralização. A sua relação ambígua pode ser rastreada até ao ano anterior, quando cooperaram na criação de células em Trabzon e Erzurum.  Embora Ahmet Rıza tenha eventualmente retirado-se do acordo tripartite e esta aliança não tenha desempenhado nenhum papel crítico na revolução que se aproximava,  a CPU e os Dashnaks continuaram uma aliança contenciosa durante a Segunda Era Constitucional até 1914. 

## Revolução dos Jovens Turcos
O sultão Abdulamide II perseguiu os Jovens Turcos em uma tentativa de manter o poder absoluto, mas foi forçado a restabelecer a constituição otomana, que ele havia suspendido originalmente em 1878, após ameaças de derrubá-lo pela organização agora conhecida como CUP na Revolução dos Jovens Turcos de 1908. A revolução foi espontânea e foi desencadeada por uma cúpula em julho de 1908 em Reval, Rússia (atual Tallinn, Estônia) entre o rei Eduardo VII do Reino Unido e o imperador Nicolau II da Rússia. Rumores populares dentro do Império Otomano diziam que durante a cúpula um acordo secreto anglo-russo foi assinado para dividir o Império Otomano. Embora essa história não fosse verdadeira, o boato levou a filial de Monastir do CUP – que havia recrutado muitos oficiais do exército – a agir. Enver e Ahmed Niyazi fugiram para o interior da Albânia para organizar milícias em apoio a uma revolução constitucionalista. Os unionistas realizaram então uma série de assassinatos e enviaram ameaças a oficiais superiores.  Neste ponto, o motim que se originou no Terceiro Exército em Salônica tomou conta do Segundo Exército baseado em Adrianópolis (atual Edirne), bem como das tropas da Anatólia enviadas de Esmirna. Sob pressão de ser deposto, em 24 de julho de 1908, Abdul Hamid capitulou e promulgou o İrade-i Hürriyet, que anunciou que a Constituição seria restabelecida. Desfiles e celebrações multiétnicas eram realizados por todo o império.

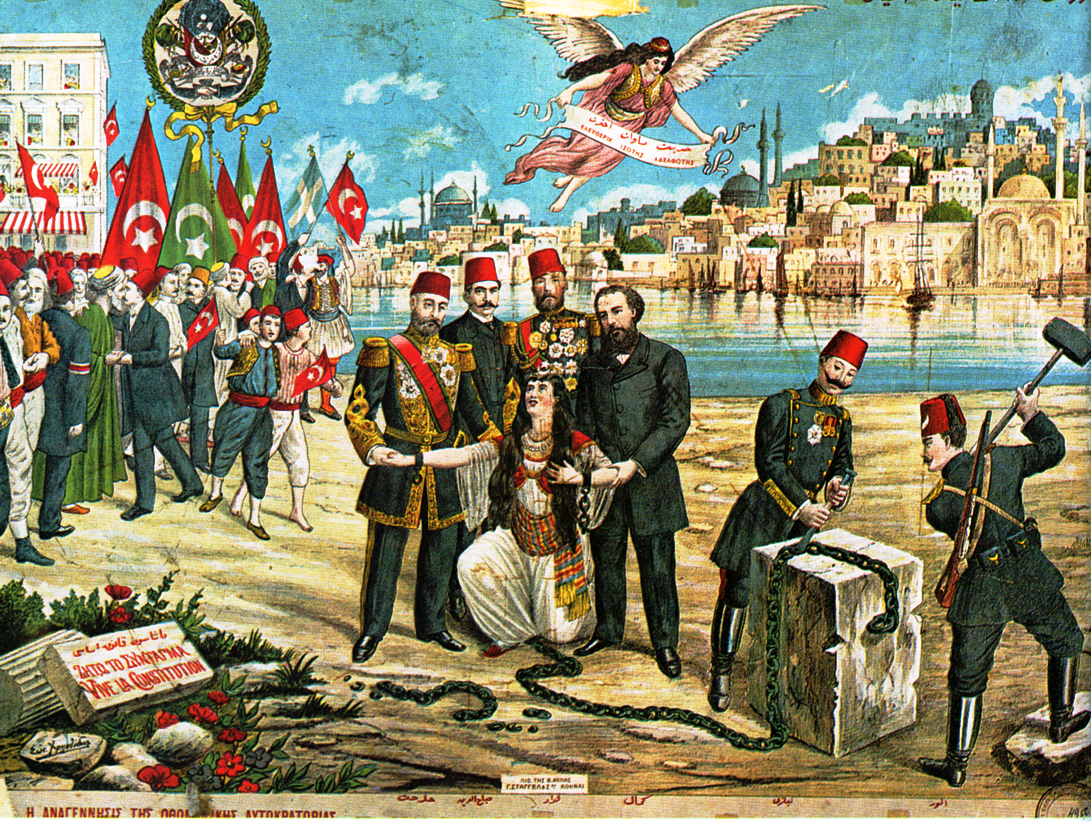
Litografia grega celebrando a Revolução dos Jovens Turcos. Enver e Niyazi são retratados quebrando as correntes da Estátua da Liberdade, que é ajudada pelos Jovens Otomanos enquanto uma multidão multiétnica vestida em trajes tradicionais se abraça sob bandeiras otomanas e o selo da CUP. Um anjo desce do céu com um pergaminho onde se lê liberté, égalité, fraternité. Uma pedra diz Vive La Constitution.

Com o restabelecimento da constituição e do parlamento, uma eleição geral foi convocada para dezembro daquele ano, levando a maioria das organizações dos Jovens Turcos a se transformarem em partidos políticos, incluindo o CUP. Após atingir a meta de restabelecer a constituição, na ausência desse fator de união, os Jovens Turcos começaram a estabelecer formalmente partidos próprios no lugar de suas facções de emigrantes. Sabahaddin fundou o Partido da Liberdade e mais tarde, em 1911, o Partido da Liberdade e do Acordo. A maioria dos antigos unionistas logo se distanciou da CUP, que era uma organização muito diferente daquela como foi originalmente fundada. Ibrahim Temo e Abdullah Cevdet, dois fundadores originais do CUP, fundaram o Partido Democrático Otomano [tr] em fevereiro de 1909. Ahmet Rıza retornou à capital vindo de Paris. Ele foi recebido como o "Pai da Liberdade" (hürriyetçilerin babası) e eleito por unanimidade presidente da Câmara dos Deputados,  a câmara baixa do parlamento, e em 1910 renunciou à sua filiação ao CUP quando os macedônios radicais assumiram o poder.
Apesar do período de euforia pós-revolucionária sentido em todo o império, o que o constitucionalismo e a reforma significavam para cada grupo significava coisas diferentes, e o pessimismo logo se instalaria com expectativas não realizadas. Muitos membros não turcos da CUP também renunciariam em breve à sua filiação, uma vez que as organizações nacionalistas étnicas que antes eram aliadas cortariam laços.  Para desgosto do comitê, a instabilidade durante a revolução resultou em mais perdas territoriais para o Império, que não seriam revertidas devido à recusa das potências europeias em manter o status quo estabelecido pelo Tratado de Berlim. A Áustria-Hungria anexou a Bósnia, Creta anunciou uma união com a Grécia e a Bulgária declarou independência. Como resultado, a CUP organizou um boicote contra os produtos fabricados na Áustria e na Hungria. 

## Segunda Era Constitucional (1908-1913)

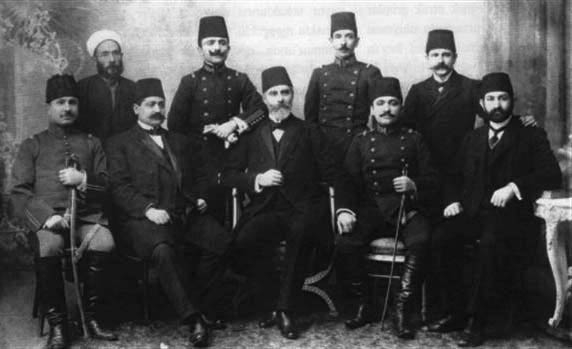
Membros do Comitê Central da CUP proclamando a Segunda Era Constitucional. Hafız Hakkı, Hafız İbrahim Hakkı, Talât, Enver, Rıza, Hüseyin Kazım (Kadri), Desconhecido, Midhat Şükrü (Bleda), Hayri.

O CUP conseguiu restabelecer a democracia e o constitucionalismo no Império Otomano, mas optou por não derrubar Abdul Hamid, preferindo monitorar a situação de fora. Isto aconteceu porque a maioria dos seus membros eram principalmente oficiais subalternos e burocratas e tinham pouca ou nenhuma habilidade em governar, enquanto a própria organização tinha pouco poder fora da Rumélia.  Além disso, apenas uma pequena fracção dos oficiais de patente mais baixa do exército eram leais ao comité, e o número total de membros era de cerca de 2250.  O CUP decidiu continuar sua natureza clandestina, mantendo seus membros em segredo, mas enviou a Constantinopla uma delegação de sete unionistas de alto escalão, conhecida como Comitê dos Sete, incluindo Talât, Ahmet Cemal e Mehmed Cavid, para monitorar o governo. Após a revolução, o poder foi informalmente partilhado entre o palácio (Abdulamide), a Sublime Porta libertada e a CUP, cujo Comitê Central ainda estava sediado em Salónica e agora representava uma poderosa facção do estado paralelo.  A dependência contínua do CUP em relação ao komitecilik rapidamente atraiu a ira de democratas genuínos e provocou acusações de autoritarismo.
Uma vitória precoce da CUP sobre Abdul Hamid ocorreu em 1 de agosto, quando Abdul Hamid foi forçado a atribuir ministérios de acordo com a vontade do Comitê Central.  Quatro dias depois, o CUP informou o governo de que o actual Grão-Vizir (naquela altura um título de primeiro-ministro de jure) Mehmed Said Paxá era inaceitável para eles, e nomeou Kâmil Paxá Grão-Vizir.  Mais tarde, Kâmil provou ser independente demais para a CUP. Diante de um voto de desconfiança, ele foi forçado a renunciar. Ele foi substituído por Hüseyin Hilmi Paxá, que era mais favorável ao comitê. 
O moral estava alto entre os otomanos após a revolução, mas, antes das eleições, a insatisfação com as promessas não cumpridas dos Jovens Turcos de melhorar os direitos dos trabalhadores levou a uma grande onda de greves de trabalhadores por todo o império. O CUP inicialmente apoiou as greves para ganhar mais apoio popular, mas logo ajudou o governo a controlar o trabalho organizado, apoiando os donos de fábricas em suas disputas com seus trabalhadores e enviando gendarmes e soldados para reprimir as greves ferroviárias. Em Outubro, os sindicatos dos trabalhadores e as injunções laborais foram declarados ilegais (ver Socialismo no Império Otomano). 
Nas eleições gerais otomanas de 1908, o CUP conquistou quase todas as cadeiras na Câmara dos Deputados, mas a discórdia em torno da nova ordem constitucional resultou em um grupo parlamentar unionista confiável, com apenas 60 deputados (de 275) fortes, apesar de seu papel de liderança na revolução. Outros partidos representados no parlamento incluíam os partidos armênios Dashnak e Hunchak (com quatro e dois membros, respectivamente) e a principal oposição, o Partido da Liberdade de Sabahaddin. 
Um sinal de como o poder da CUP funcionava ocorreu em Fevereiro de 1909, quando Ali Haydar, que tinha acabado de ser nomeado embaixador em Espanha, foi à Sublime Porta para discutir a sua nova nomeação com Hilmi Paxá, apenas para ser informado pelo Grão-Vizir de que precisava de conferenciar com um homem do Comitê Central que deveria chegar em breve. 

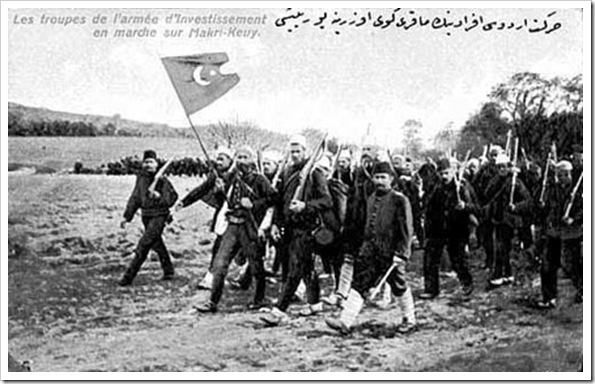
Exército de Ação marchando em Bekirköy

### Motim de 31 de março
O assassinato do jornalista anti-sindicalista Hasan Fehmi em 6 de abril foi amplamente visto como um assassinato cometido pelo CUP. O seu funeral transformou-se numa manifestação contra o comité quando uma multidão de 50.000 pessoas se reuniu na Praça Sultanahmet e, eventualmente, em frente ao parlamento.  Esses eventos serviram de pano de fundo para o incidente de 31 de março. 
Dias depois, o descontentamento contra a CUP e a decepção com as promessas não cumpridas culminaram em uma revolta de reacionários e liberais. Uma multidão se revoltou em Constantinopla, da qual Abdulamide II se aproveitou, garantindo seu absolutismo mais uma vez. Os membros do Partido da Liberdade que participaram da revolta perderam o controle da situação quando o sultão aceitou as exigências da multidão, suspendendo novamente a constituição e fechando o parlamento. A revolta foi localizada na capital, então parlamentares e outros unionistas conseguiram fugir e se organizar. Talât conseguiu escapar para Aya Stefanos (Yeşilköy) com 100 deputados para organizar um contra-governo. 
No exército, Mahmud Şevket Paxá uniu forças com oficiais unionistas e constitucionalistas para formar o "Exército de Ação" (em turco: Hareket Ordusu  ) e iniciou uma marcha sobre Constantinopla. Alguns oficiais sindicalistas de baixo escalão dentro da formação incluíam Enver, Niyazi e Cemal, bem como Mustafa İsmet (İnönü) e Mustafa Kemal (Atatürk).  Quando o Exército de Ação chegou a Ayastefanos, foi secretamente acordado que Abdul Hamid seria deposto.  Constantinopla foi retomada em poucos dias e a ordem foi restaurada por meio de muitos tribunais marechais e execuções, e a constituição foi restabelecida pela terceira e última vez. Abdulamide II foi deposto por meio de uma fatwa emitida pelo Shaykh-al-Islam e por votação unânime do Parlamento Otomano. O irmão mais novo de Abdulamide o substituiu e adotou o nome de Mehmed V, comprometendo-se com o papel de monarca constitucional e figura de proa do futuro partido-estado CUP.

### 1909–1911

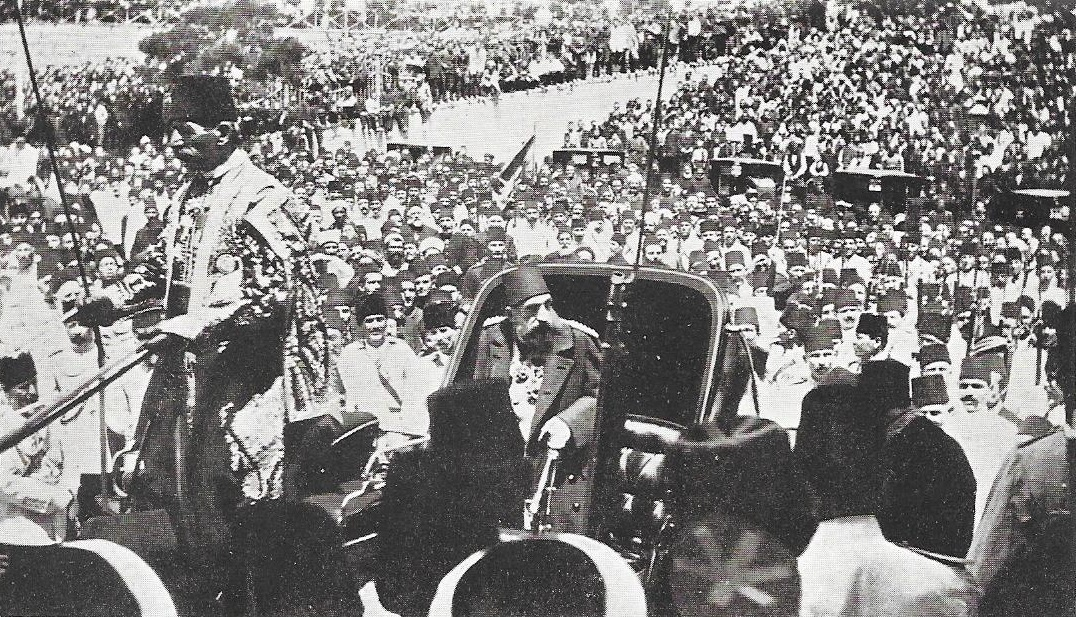
Abdulamide II em Selanik, onde foi exilado após sua destituição no Incidente de 31 de março

Embora o CUP tenha sobrevivido ao contragolpe fracassado, sua influência foi agora controlada por Mahmud Şevket Pasha, que se tornou a pessoa mais poderosa do Império Otomano. Şevket Pasha, representando os militares, começou a bater de frente com o CUP, pois representava a única oposição a eles além do pequeno Partido Democrático Otomano [tr] após o incidente de 31 de março.  A Lei Marcial foi implementada após o contragolpe, que continuaria até o fim do império, exceto por uma breve interrupção em 1912. Şevket se posicionou como governador da lei marcial de Constantinopla. O apoio relutante do Partido da Liberdade à contrarrevolução fez com que o partido fosse banido. Os unionistas esperavam mais influência no governo por seu papel em frustrar o contragolpe, e manobraram Cavid para o Ministério das Finanças em junho, tornando-se o primeiro ministro filiado ao CUP no governo. Dois meses depois, Talât foi nomeado ministro do Interior. 
A CUP e o Dashnak mantiveram uma forte aliança durante a Segunda Era Constitucional, com a sua cooperação a remontar ao Segundo Congresso da Oposição Otomana de 1907; ambos estavam unidos na derrubada do regime Hamidiano por um regime constitucional.  Durante o contragolpe, ocorreram massacres contra armênios otomanos em Adana, facilitados por membros da filial local do CUP, prejudicando a aliança entre o CUP e o Dashnak. O comité compensou esta situação nomeando Cemal como governador de Adana.  Cemal restabeleceu a ordem, indemnizou as vítimas e levou justiça (leve) aos perpetradores, restabelecendo assim as relações entre os dois comités. 

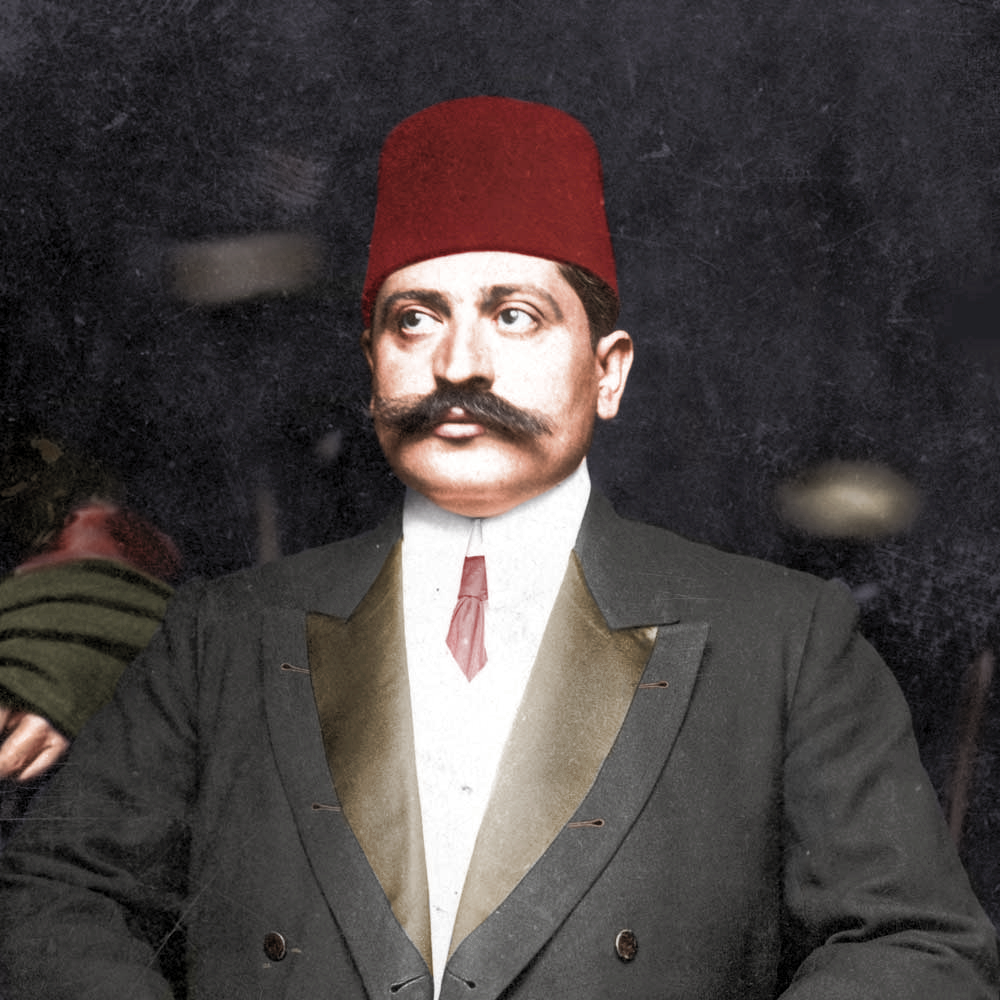
Talât Pasha, líder da CUP e do triunvirato dos Três Paxás. Em 1917, ele era Grão-Vizir e Ministro do Interior.

No seu congresso de 1909 em Salónica, o Comitê União e Progresso foi formalmente transformado de um grupo conspiratório numa organização política de massas.  Foi criado um grupo parlamentar separado da comissão, conhecido como Partido da União e do Progresso (em turco otomano: إتحاد و ترقى فرقه‌ سی; romaniz.: İttihad ve Terakki Fırkası), cuja adesão era aberta ao público. Embora oficialmente não relacionado com a CUP, era em grande parte um instrumento do Comité Central, e as duas organizações fundiram-se em 1913.  Também no congresso o panturquismo foi introduzido no programa do seu partido para uma eventual união com as outras populações turcas do mundo.  O comité comprometeu-se a descontinuar as características komitecilik, tais como cerimónias de iniciação e outras práticas conspiratórias, e prometeu ser mais transparente com o público.  Contudo, nem o compromisso de maior transparência nem o compromisso de descontinuar as cerimónias de iniciação foram totalmente cumpridos.  O comitê continuou a influenciar a política nos bastidores e por meio de assassinatos ocasionais (veja Ahmet Samim ), gerando críticas de muitos políticos de que o comitê era opaco e autoritário, em vez de uma força democrática. No final de 1909, a União e o Progresso era uma organização e um partido com 850.000 membros e 360 filiais espalhadas pelo país.  Em 1910, Ahmed Rıza nomeou a CUP para o Prémio Nobel da Paz"...pela sua defesa da paz no Império Otomano". 
No verão de 1909, a CUP (e Şevket) introduziram diversas leis destinadas a resolver a questão do otomanismo por meio de uma abordagem igualitária. Os unionistas esperavam que essas reformas desmantelassem o sistema Millet: um sistema de direitos e obrigações tradicionais impostos a grupos étnicos que isolava as nações umas das outras. Em vez disso, desejavam que a sociedade otomana multiétnica funcionasse segundo princípios racionais, centralizados e republicanos.  O recrutamento foi reformado para ser aplicado a todos os cidadãos otomanos, em vez de apenas aos muçulmanos que não estavam matriculados nas madraças. Isso causou um alvoroço nas comunidades não muçulmanas tradicionalmente isentas e nos Ulemás. Os búlgaros desejavam unidades segregadas com comandantes e padres cristãos, o que foi rejeitado pelo Comité.  Outras leis foram introduzidas com a assimilação em mente: a Lei da Educação Pública proibiu todos os idiomas nas escolas, exceto o turco, como idioma de instrução. Isto levou à Revolta Albanesa de 1910.  A Lei das Associações proibiu os partidos de interesses minoritários.  Um amplo conjunto de emendas constitucionais foi sancionado, enfraquecendo os poderes do sultão em favor do parlamento e da Sublime Porta. Os anos após a Crise de 31 de Março foram muito menos livres em comparação com o início eufórico da Segunda Era Constitucional.  A censura e as restrições às reuniões foram implementadas num contexto de crescente polarização entre a CUP e a sua oposição.   Durante esse período, o partido iniciou uma guinada nacionalista, com muitos de seus líderes frustrados com políticas étnicas. Isto foi visto na influência crescente de Hüseyin Cahid, que propagou a supremacia da nação turca ( millet-i hâkime ), o que provocou a reação da imprensa armênia e a consternação de seus aliados Dashnak. 
Em fevereiro de 1910, vários partidos se separaram do Partido da União e do Progresso, incluindo o Partido Popular, o Comitê Otomano de Aliança e o Partido da Liberdade Moderada [tr]. 

### Ataque a Sublime Porta
Em Setembro de 1911, a Itália apresentou um ultimato contendo termos claramente destinados a provocar uma rejeição e, após a rejeição esperada, invadiu a Tripolitânia Otomana.  Os oficiais unionistas do exército estavam determinados a resistir à agressão italiana, e o parlamento conseguiu aprovar a "Lei para a Prevenção de Banditismo e Sedição", uma medida ostensivamente destinada a impedir a insurgência contra o governo central, que atribuiu essa tarefa a formações paramilitares recém-criadas. Estes mais tarde ficaram sob o controle da Organização Especial (em turco otomano: تشکیلات مخصوصه; romaniz.: Teşkilât-ı Mahsusa), que foi usado para conduzir operações de guerrilha contra os italianos na Líbia.  Aqueles que serviram como assassinos fedâiin durante os anos de luta clandestina foram frequentemente designados como líderes da Organização Especial.  A ultra-secreta Organização Especial respondia ao Comité Central e, no futuro, trabalhou em estreita colaboração com o Ministério da Guerra e o Ministério do Interior.  Muitos oficiais, a maioria dos quais unionistas, incluindo Enver, seu irmão mais novo Nuri, Mustafa Kemal, Süleyman Askerî e Ali Fethi (Okyar) partiram para a Líbia para lutar contra os italianos. 

## Golpe de estado de 1913
O Grão-vizir Kâmil Paxá e seu Ministro da Guerra Nazım Pasha desejavam proibir o CUP, então o CUP lançou um ataque preventivo: um golpe de estado conhecido como Ataque à Sublime Porta em 23 de janeiro de 1913. Durante o golpe, Kâmil Pasha foi forçado a renunciar ao cargo de Grão-Vizir sob a mira de uma arma e um oficial unionista, Yakub Cemil, matou Nazim Pasha.  O golpe foi justificado sob a alegação de que Kâmil Pasha estava prestes a "vender a nação" ao concordar com uma trégua na Primeira Guerra dos Balcãs e entregar Edirne. A intenção da nova liderança, dominada por Talât, Enver, Cemal, sob o governo de Şevket Pasha (que aceitou o papel com relutância), era quebrar a trégua e renovar a guerra contra a Bulgária. 

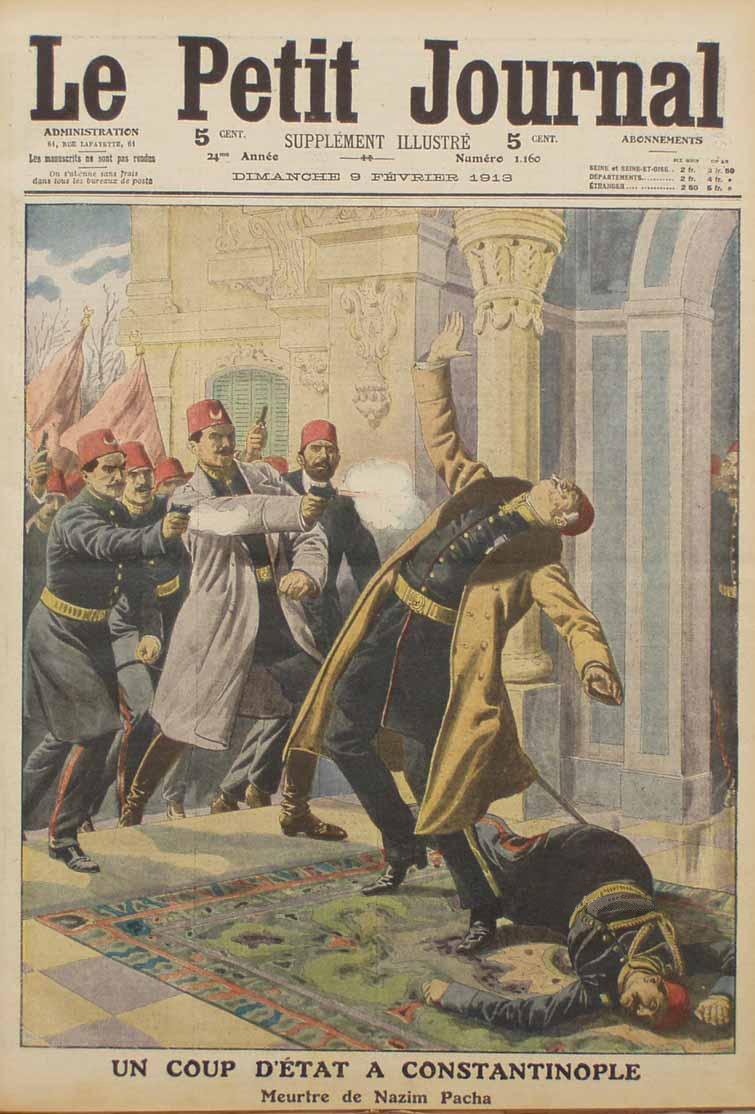
A primeira página da revista Le Petit Journal em fevereiro de 1913 retratando o assassinato do Ministro da Guerra Nazim Paxá durante o golpe de 1913

A CUP mais uma vez não assumiu o governo, optando pela criação de um governo de unidade nacional; apenas quatro ministros unionistas foram nomeados para o novo governo. As consequências imediatas do golpe resultaram em um estado de emergência muito mais severo do que qualquer outro implementado por governos anteriores. Cemal, na sua nova função de comandante militar de Constantinopla, foi responsável pela detenção de muitos e pela forte repressão da oposição.  Nesse ponto, os unionistas não estavam mais preocupados em que suas ações fossem consideradas constitucionais.
O regime pró-guerra retirou imediatamente a delegação do Império da conferência de Londres no mesmo dia em que assumiu o poder. A primeira tarefa do novo regime foi fundar a Liga de Defesa Nacional em 1 de Fevereiro de 1913, que tinha como objectivo mobilizar os recursos do império para um esforço total para inverter a maré.  Em 3 de fevereiro de 1913 a guerra recomeçou. Na Batalha de Şarköy, o novo governo apostou numa operação ousada na qual o XX Corpo do Exército faria um desembarque anfíbio na retaguarda dos búlgaros em Şarköy, enquanto a Força Composta do Estreito sairia da península de Galípoli.  A operação falhou devido à falta de coordenação, com pesadas perdas.  Após relatos de que o exército otomano tinha no máximo 165.000 soldados para se opor aos 400,000 do exército da Liga, juntamente com notícias de que o moral do exército estava baixo devido à rendição de Edirne à Bulgária em 26 de março, o regime pró-guerra finalmente concordou com um armistício em 1º de abril de 1913 e assinou o Tratado de Londres em 30 de maio, reconhecendo a perda de toda a Rumélia, exceto Constantinopla. 
A notícia do fracasso do resgate de Rumélia pelo CUP levou à organização de um contra-golpe por Kâmil Pasha que derrubaria o CUP e traria oPartido da Liberdade e do Acordo de volta ao poder.  Kâmil Paxá foi colocado em prisão domiciliar em 28 de maio, mas a conspiração continuou e teve como objetivo assassinar o grão-vizir Mahmud Şevket Pasha e os principais unionistas.  Em 11 de junho, Şevket Pasha foi assassinado. Ele representou a última personalidade independente do Império; com seu assassinato, a CUP assumiu o controle total do país. O vácuo de poder no exército criado pela morte de Şevket foi preenchido pelo comité.  Qualquer oposição restante ao CUP, especialmente a Liberdade e Acordo, foi suprimida e seus líderes exilados. Todos os funcionários provinciais e locais reportavam-se aos "Secretários Responsáveis" escolhidos pelo partido para cada Vilaiete. Mehmed V nomeou Said Halim Paxá, um membro da realeza egípcia que era vagamente afiliado ao comitê, para servir como Grão-Vizir até que Talât o substituísse em 1917. Um marechal dos tribunais condenou à morte 16 líderes da Liberdade e do Acordo, incluindo o príncipe Mehmed Sabahaddin, que foi condenado à revelia, pois já tinha fugido para Genebra no exílio. 
Após a rendição na Primeira Guerra dos Balcãs, a CUP ficou obcecada em retomar Edirne, enquanto outras questões importantes como o colapso económico, a reforma na Anatólia Oriental e as infraestruturas foram amplamente ignoradas.  Em 20 de julho de 1913, após a eclosão da Segunda Guerra dos Balcãs, os otomanos atacaram a Bulgária e, em 21 de julho de 1913, o coronel Enver retomou Edirne da Bulgária, aumentando ainda mais seu status como herói nacional.  Pelos termos do Tratado de Bucareste, em Setembro de 1913, os Otomanos recuperaram parte das terras perdidas na Trácia durante a Primeira Guerra dos Balcãs. 

## Regime
O novo regime era uma ditadura dominada por um triunvirato que transformou o Império Otomano em um estado de partido único de União e Progresso, conhecido na história como Triunvirato dos Três Paxás. Membros do gabinete de Said Halim Paxá, o triunvirato consistia em Talât que retornou ao Ministério do Interior, Enver que se tornou Ministro da Guerra e Cemal que se tornou Ministro da Marinha e governante de facto da Síria, todos os quais logo se tornaram Paxás. Alguns historiadores afirmam que Halil (Menteşe) foi um quarto membro desta camarilha.  O estudioso Hans-Lukas Kieser afirma que este estado de governo por um triunvirato só é preciso para o ano de 1913-1914, e que Talât tornou-se cada vez mais uma figura central dentro do estado do partido União e Progresso, especialmente depois que também se tornou Grão-Vizir em 1917.  Alternativamente, também é correto chamar o regime unionista de camarilha ou mesmo oligarquia, já que muitos membros proeminentes do comitê detinham alguma forma de poder de jure ou de fato. Além dos Três Paxás e Halil, eminências pardas como o Dr. Nazim, Bahattin Şakir, Ziya Gökalp e o secretário-geral do partido, Midhat Şükrü, às vezes também dominavam o Comitê Central sem posições formais no governo otomano.
O regime da CUP era menos hierarquicamente totalitário do que futuras ditaduras europeias. Em vez de depender de cadeias de comando rígidas e rigorosas, o regime funcionava através do equilíbrio de facções através de corrupção e subornos em massa.  Governadores individuais tiveram muita autonomia, como o reinado de Cemal Pasha na Síria  e o governo de Mustafa Rahmi no vilaiete de Aydin.  A lealdade ao comitê foi vista como mais valiosa do que a competência. Essa ausência de Estado de direito, falta de respeito à constituição e corrupção extrema pioraram com o envelhecimento do regime.

## Pivô nacionalista (1913-1914)
O Conflito Macedônico e sua conclusão nas Guerras Balcânicas foram traumáticos para os otomanos, mas especialmente para os otomanos. A expulsão dos muçulmanos da terra perdida não só chocou os muçulmanos com memórias da guerra de 1877-78 com a Rússia, mas também os membros do Comité Central da CUP, a maioria dos quais eram oriundos dos Balcãs ou pelo menos de Constantinopla.  Com a integridade do otomanismo severamente diminuída, o turquismo excludente tornou-se o objetivo do comité.  Os albaneses muçulmanos não se tornaram mais leais ao império após a Revolução dos Jovens Turcos, enquanto a derrota na Primeira Guerra dos Balcãs mostrou que a população cristã do império era uma potencial quinta coluna. Além disso, a falta de ação das potências europeias em defender a integridade do Império e o status quo do Tratado de Berlim durante as Guerras dos Bálcãs significou para o "comitê sagrado" que os turcos estavam por conta própria. No entanto, a CUP perdeu muito respeito pelas potências europeias quando reconquistaram Edirne contra a vontade das potências europeias.  Esse abandono do otomanismo foi muito mais viável devido às novas fronteiras do Império após as Guerras dos Bálcãs, inflando a proporção de turcos e especialmente muçulmanos no império em detrimento dos cristãos.

### Retórica

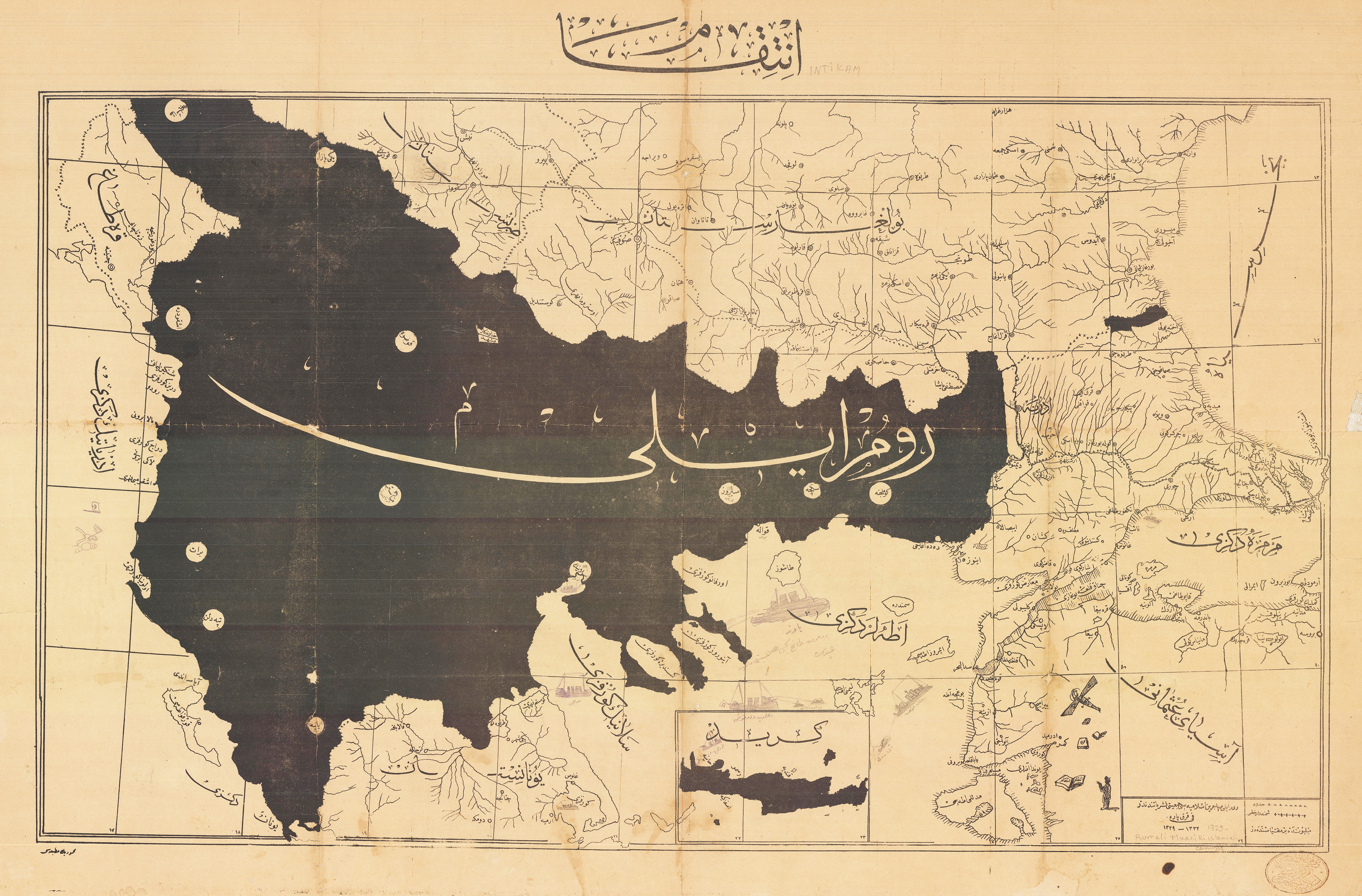
O Mapa da Vingança, publicado pela Sociedade de Refugiados Muçulmanos da Rumélia. Em preto está a parte do Império Otomano perdida durante as Guerras dos Balcãs, da qual muitos Muhacirs fugiram.

A partir do seu fim, o triunvirato que dominou a CUP não aceitou o resultado das guerras dos Balcãs como definitivo, e um dos principais objectivos do novo regime era recuperar todo o território que tinha sido perdido.  Um livro escolar de 1914 capturou o desejo ardente de vingança:
No ano de 1330 [1912] os estados balcânicos aliaram-se contra o governo otomano... Entretanto, derramaram o sangue de muitos muçulmanos e turcos inocentes. Muitas mulheres e crianças foram massacradas. Aldeias foram incendiadas. Agora, nos Balcãs, sob cada pedra, jazem milhares de cadáveres, com olhos e estômagos esculpidos, à espera de vingança... É nosso dever para com a nossa pátria, como filhos da pátria, restaurar os nossos direitos roubados e trabalhar para se vingar de muitas pessoas inocentes cujo sangue foi derramado em abundância. Então vamos trabalhar para incutir esse sentimento de vingança, amor pela pátria e sentimento de sacrifício por ela.
Após a Primeira Guerra dos Balcãs, centenas de milhares de refugiados da Rumélia chegaram com histórias de atrocidades cometidas pelas forças gregas, montenegrinas, sérvias e búlgaras. Um forte sentimento anticristão e xenófobo instalou-se entre muitos muçulmanos otomanos.  A CUP encorajou boicotes contra empresas austríacas, búlgaras e gregas, mas depois de 1913 também contra os cidadãos cristãos e judeus do próprio império. 

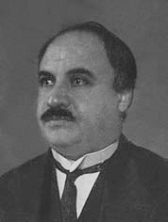
Ziya Gökalp, ideólogo do comitê e mais tarde membro da Grande Assembleia Nacional de Mustafa Kemal

O novo regime começou a glorificar a "raça turca" após abandonar o ideal multicultural do otomanismo. Foi dada especial atenção a Turan, a mítica pátria dos turcos, localizada ao norte da China.  Uma ênfase muito maior foi colocada no nacionalismo turco, com os turcos sendo glorificados em inúmeros poemas, panfletos, artigos de jornais e discursos como uma grande nação guerreira que precisava recapturar sua antiga glória.  O principal ideólogo do CUP, Ziya Gökalp, queixou-se num ensaio de 1913 que "a espada do turco e também a sua pena exaltaram os árabes, os chineses e os persas" em vez de si próprios e que os turcos modernos "precisavam de regressar ao seu passado antigo".  Gökalp argumentou que era hora de os turcos começarem a seguir grandes heróis "turanianos" como Átila, Genghis Khan, Tamerlão, o Grande, e Hulagu Cã.  Como tal, os turcos precisavam de se tornar o grupo político e económico dominante dentro do Império Otomano, ao mesmo tempo que se uniam a todos os outros povos turcos na Rússia e na Pérsia para criar um vasto estado pan-turco que cobrisse grande parte da Ásia e da Europa.  No seu poema "Turan", Gökalp escreveu: "A terra dos turcos não é a Turquia, nem o Turquestão. O seu país é a terra eterna: Turan".  A propaganda pan-turaniana foi significativa por não ser baseada no islamismo, mas sim um apelo à unidade dos povos turcos com base em uma história compartilhada e supostas origens raciais comuns, juntamente com uma mensagem pan-asiática enfatizando o papel dos povos turcos como os guerreiros mais ferozes de toda a Ásia. A CUP planejou retomar todo o território que os otomanos haviam perdido durante o século XIX e, sob a bandeira do nacionalismo pan-turco, adquirir novos territórios no Cáucaso e na Ásia Central. 

### Novas instituições
Desde o golpe de Estado de 1913, o novo governo planejou travar uma guerra total e desejava doutrinar toda a população turca, especialmente os jovens, para isso.  Em Junho de 1913, o governo fundou a Associação Turca de Força, um grupo paramilitar dirigido por antigos oficiais do exército, ao qual todos os jovens turcos eram encorajados a aderir.  A Associação Turca de Força incluiu muitos exercícios físicos e treino militar com o objetivo de permitir que os turcos se tornassem a "nação guerreira em armas" e garantir que a atual geração de adolescentes "que, para salvar a raça turca em deterioração da extinção, aprenderia a ser autossuficiente e pronta para morrer pela pátria, honra e orgulho".  Em maio de 1914, a Associação Turca de Força foi substituída pelos Clubes de Força Otomanos [tr], que eram muito semelhantes, exceto pelo fato de que os Clubes de Força Otomanos eram administrados pelo Ministério da Guerra e a filiação era obrigatória para homens turcos entre 10 e 17 anos.  Ainda mais do que a Associação de Força Turca, os Clubes de Força Otomanos tinham como objetivo treinar a nação para a guerra, com uma propaganda ultranacionalista e treinamento militar com exercícios de fogo real sendo parte integrante de suas atividades. Sobre as populações muçulmanas durante as Guerras dos Balcãs A CUP criou uma série de organizações semi-oficiais, como a Liga da Marinha Otomana [tr], a Sociedade do Crescente Vermelho Otomano e a Liga de Defesa Nacional que pretendiam envolver o público otomano em todo o projecto de modernização, promovendo as suas formas de pensar nacionalistas e militaristas.  Refletindo a influência de Colmar Freiherr von der Goltz Paxá, especialmente sua teoria da "nação em armas", o propósito da sociedade sob o novo regime era apoiar os militares. 
Em janeiro de 1914, Enver tornou-se Paxá e foi nomeado Ministro da Guerra, suplantando o mais calmo Ahmet İzzet Paxá, o que deixou a Rússia, especialmente seu Ministro das Relações Exteriores, Sergey Sazonov, muito desconfiado. Foi realizado um extenso expurgo no exército, com cerca de 1.100 oficiais, incluindo 2 marechais de campo, 3 generais, 30 tenentes-generais, 95 major-generais e 184 coronéis que Enver considerava ineptos ou desleais, forçados a se aposentarem antecipadamente. 
Na ausência da atmosfera de guerra, os unionistas ainda não haviam expurgado as religiões minoritárias da vida política; pelo menos 23 cristãos se juntaram a eles e foram eleitos para o quinto parlamento em 1914, no qual o Partido União e Progresso era o único concorrente. O CUP e o Dashnak ainda mantinham relações cordiais e, em fevereiro de 1914, concluíram as negociações para a aprovação de um pacote de reforma bipartidário para as províncias orientais, que seria administrado em cooperação com inspetorias europeias. No entanto, as relações com os Hunchaks chegaram ao fim quando os serviços de inteligência revelaram uma conspiração do partido Hunchakian para assassinar líderes importantes do CUP. Os envolvidos foram presos em 1913 e enforcados em junho de 1915. O pacote de reformas também acabou por não dar em nada, tendo sido abandonado em Outubro, quando o Império Otomano entrou na Primeira Guerra Mundial. 

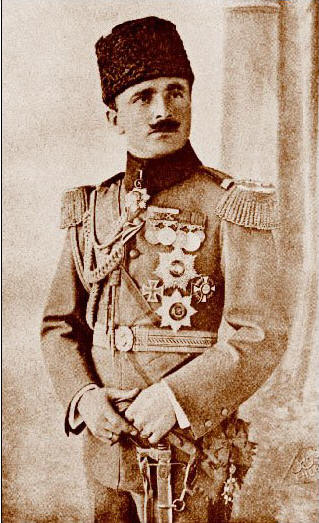
Enver Paxá, o Ministro da Guerra

### Primeiros atos de engenharia demográfica
Muitos unionistas ficaram traumatizados com o resultado da Questão Macedônia e com a perda da maior parte da Rumélia. Os vencedores da guerra russo-turca de 1877-78 e da Primeira Guerra dos Balcãs aplicaram medidas de limpeza étnica anti-muçulmanas contra os seus cidadãos, às quais a CUP reagiu com febre semelhante contra as minorias cristãs do Império, mas numa escala muito maior no futuro.  Com a conclusão da Questão Macedônia, a atenção agora era dada à Anatólia e à Questão Armênia. Não querendo que a Anatólia se transformasse em outra Macedônia, a CUP concluiu que a Anatólia se tornaria a pátria dos turcos por meio de políticas de homogeneidade, a fim de salvar tanto o "Turquismo" quanto o império. O CUP envolver-se-ia num "... programa de engenharia demográfica cada vez mais radicalizado, com vista à homogeneização étnico-religiosa da Anatólia, de 1913 até ao fim da Primeira Guerra Mundial". 

Para esse fim, antes das políticas exterminadoras anti-armênias do comitê, políticas anti-gregas estavam em ordem. Mahmut Celaleddin (Bayar), que foi nomeado secretário local do ramo do Partido da União e do Progresso de Esmirna, assim como Talât e Enver Paxá, formularam uma campanha de terror contra a população grega no vilaiete de Esmirna com o objetivo de "limpar" a área.   O objetivo da campanha foi descrito em um documento da CUP:
O [Comitê de] União e Progresso tomou uma decisão clara. A origem dos problemas na Anatólia Ocidental seria eliminada e os gregos seriam eliminados através de medidas políticas e económicas. Antes de mais nada, seria necessário enfraquecer e quebrar os economicamente poderosos gregos.
A campanha não prosseguiu com o mesmo nível de brutalidade que o genocídio arménio em 1915, uma vez que os unionistas tinham medo de uma reacção estrangeira hostil, mas durante as operações de "limpeza" na Primavera de 1914, levadas a cabo pela Organização Especial da CUP, estima-se que pelo menos 300.000 gregos fugiram através do Mar Egeu para a Grécia.   Em Julho de 1914, a "operação de limpeza" foi interrompida após protestos dos embaixadores na Porte, com o embaixador francês Maurice Bompard a falar especialmente fortemente em defesa dos gregos, bem como da ameaça de guerra da Grécia.  De muitas maneiras, a operação contra os gregos otomanos em 1914 foi um ensaio para as operações que foram lançadas contra os arménios em 1915. 
Em setembro, começou uma guerra irregular contra a Rússia na fronteira do Cáucaso. O CUP enviou delegados ao Oitavo Congresso do Partido Dashnak, onde foram realizadas negociações sobre o papel dos armênios Dashnak na próxima guerra. No final, os Dashnaks prometeram usar os seus militantes para defender o Império Otomano na guerra que se aproximava, mas recusaram-se a incitar a rebelião entre os arménios russos.  Mais tarde nesse mês, o Ministro dos Negócios Estrangeiros russo Sazonov permitiu a organização de regimentos voluntários irregulares arménios otomanos (alguns arménios otomanos fugiram para Tbilisi, na Rússia, nessa altura).  Quando as deportações de civis armênios começaram durante a Primeira Guerra Mundial, os líderes Dashnak e Hunchak foram presos e executados, levando as organizações nacionalistas armênias em direção à Rússia. Os militantes Dashnak rearmaram-se e integraram-se em unidades de voluntários patrocinadas pela Rússia durante a guerra, enquanto os Hunchaks continuaram a operar grupos de guerrilha separados. 

### Consolidando laços com a Alemanha
Após o golpe de 1913, a CUP iniciou uma onda massiva de compra de armas, comprando o máximo possível de armas da Alemanha, ao mesmo tempo que pedia que uma nova missão militar alemã fosse enviada ao império, que não só treinaria o exército otomano, mas também comandaria as tropas otomanas no campo.  Em dezembro de 1913, a nova missão militar alemã sob o comando do general Otto Liman von Sanders chegou para assumir o comando do exército otomano. Enver, que estava determinado a manter o seu próprio poder, não permitiu aos oficiais alemães o tipo de autoridade abrangente sobre o exército otomano que o acordo germano-otomano de Outubro de 1913 tinha previsto.  Ao mesmo tempo, o governo unionista buscava aliados para a guerra de vingança que planejava lançar o mais rápido possível. Ahmet İzzet Paxá, Chefe do Estado-Maior Geral, recordou: "... o que eu esperava de uma aliança baseada na defesa e segurança, enquanto as expectativas dos outros dependiam de ataque e assalto total. Sem dúvida, os líderes da CUP estavam ansiosamente procurando maneiras de compensar a dor das derrotas, que a população atribuiu a eles." 
As tensões na Europa aumentaram rapidamente à medida que os eventos da Crise de Julho se desenrolavam. A CUP viu a Crise de Julho como a oportunidade perfeita para revisar o resultado da perda da Rumélia nas guerras dos Bálcãs e a perda dos seis vilaietes no Tratado de Berlim por meio de uma aliança com uma potência europeia. Com a queda do anglófilo Kâmil Pasha e da Liberdade e Acordo, a Alemanha aproveitou a situação para restabelecer a sua amizade com o Império Otomano, que remontava à Era Hamidiana.  Foi uma pequena facção dentro do governo e da CUP, liderada principalmente por Talât, Enver e Halil, que solidificou uma aliança com a Alemanha com uma facção igualmente pequena dentro do governo alemão na forma de Freiherr von Wangenheim que levou o Império à Primeira Guerra Mundial. 

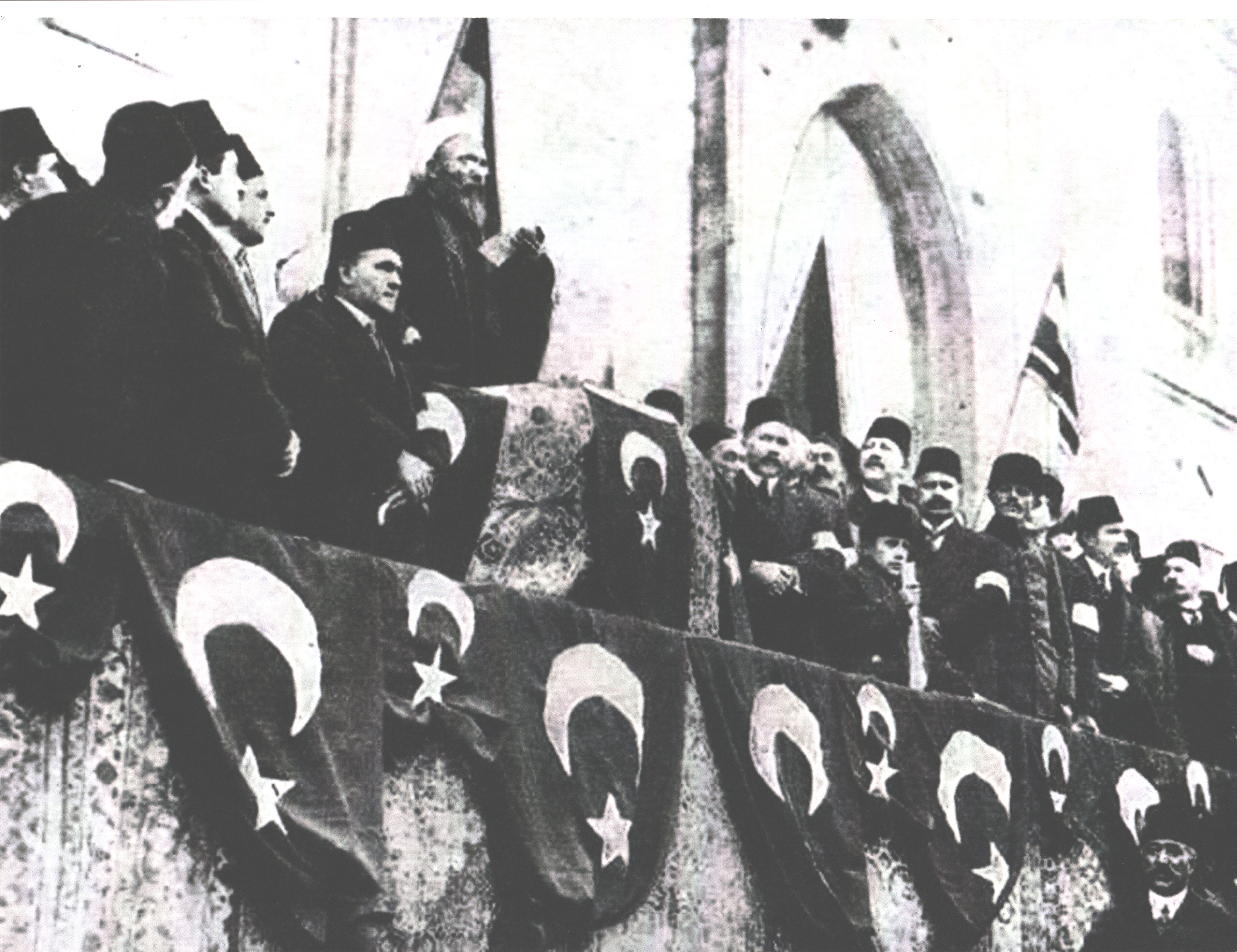
O sindicalista e Shaykh-al-Islam Mustafa Hayri entregando a Declaração de Guerra Santa de Mehmed V

Depois de muita politização por parte de Wangenheim, a influência alemã no Império aumentou visivelmente por meio de aquisições de mídia e da presença crescente da missão militar alemã na capital. Em 1º de agosto de 1914, o Império ordenou uma mobilização parcial. Dois dias depois, ordenou uma mobilização geral. 
Em 2 de agosto, os governos otomano e alemão assinaram uma aliança secreta. O objetivo desta aliança era levar o Império à Primeira Guerra Mundial. Em 19 de agosto, outra aliança secreta com a Bulgária, negociada por Talât e Halil e o primeiro-ministro búlgaro Vasil Radoslavov, foi assinada. Em 2 de agosto, Wangenheim informou ao gabinete otomano que o esquadrão alemão do Mediterrâneo sob o comando do almirante Wilhelm Souchon estava navegando em direção a Constantinopla, conhecida como a famosa perseguição do Goeben e do Breslau, e solicitou que os otomanos concedessem santuário ao esquadrão quando ele chegasse (o que o governo atendeu de bom grado). Em 16 de agosto, um acordo falso foi assinado com o governo otomano, supostamente comprando o Goeben e o Breslau por US$ 86 milhões, mas com os oficiais e tripulações alemães permanecendo a bordo. 
Em 21 de outubro, Enver Pasha informou aos alemães que seus planos para a guerra estavam agora completos e que ele já estava movendo suas tropas em direção ao leste da Anatólia para invadir o Cáucaso russo e para a Palestina para atacar os britânicos no Egito.  Para fornecer um pretexto para a guerra, Enver e Cemal Pasha (naquele momento Ministro da Marinha) ordenaram ao Almirante Souchon que atacasse os portos russos do Mar Negro com os recém-batizados Yavuz Sultan Selim e Midilli e outras canhoneiras otomanas na expectativa de que a Rússia declarasse guerra em resposta; o ataque foi realizado no dia 29. 
Após esse ato de agressão contra seu país, Sazonov apresentou um ultimato à Sublime Porta exigindo que o Império internasse todos os oficiais militares e navais alemães a seu serviço; após sua rejeição, a Rússia declarou guerra em 2 de novembro de 1914. O triunvirato convocou uma sessão especial do Comité Central para explicar que tinha chegado o momento de o império entrar na guerra e definiu o objectivo da guerra como: "a destruição do nosso inimigo moscovita [Rússia], a fim de obter assim uma fronteira natural para o nosso império, que deveria incluir e unir todos os ramos da nossa raça".  Esta reunião provocou uma crise no gabinete e a demissão de ministros unionistas que se opunham à guerra, incluindo o Ministro das Finanças Cavid. 
Em 5 de novembro, a Grã-Bretanha e a França declararam guerra ao Império. Em 11 de novembro de 1914, Mehmed V declarou guerra à Rússia, Grã-Bretanha e França. Mais tarde nesse mês, na sua qualidade de Califa de todos os muçulmanos, emitiu uma declaração da jihad contra a Entente, ordenando a todos os muçulmanos em todo o mundo que lutassem pela destruição dessas nações. 
Com a expectativa de que a nova guerra libertaria o Império das restrições à sua soberania impostas pelas grandes potências, Talât prosseguiu com a realização dos principais objetivos da CUP: abolir unilateralmente as Capitulações centenárias, proibir os serviços postais estrangeiros, encerrar a autonomia do Líbano e suspender o pacote de reformas para as províncias da Anatólia Oriental, que estava em vigor por apenas sete meses. Esta acção unilateral provocou uma manifestação alegre na Praça Sultanahmet. 

## Primeira Guerra Mundial e políticas genocidas (1914-1918)

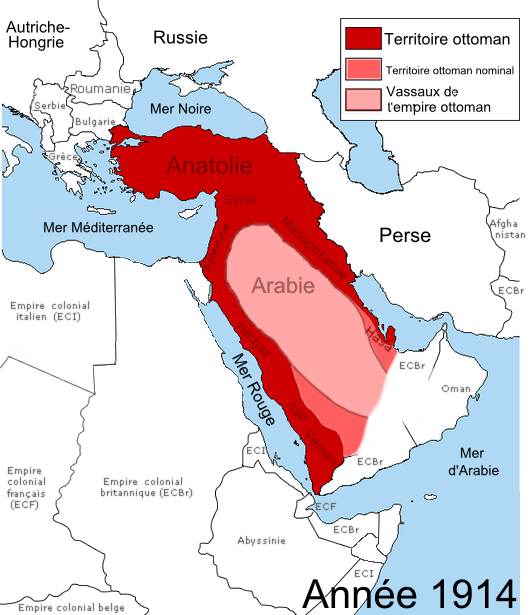
Mapa do Império Otomano na véspera da Primeira Guerra Mundial

Embora o CUP tenha trabalhado com os Dashnaks durante a Segunda Era Constitucional, as facções no CUP começaram a ver os armênios como uma quinta coluna que trairia a causa otomana após a guerra com a Rússia próxima ter estourado em 1914;  essas facções ganharam mais poder após o golpe de estado de 1913. Após o Império Otomano entrar na guerra, a maioria dos armênios otomanos procurou proclamar sua lealdade ao império com orações sendo feitas nas igrejas armênias por uma rápida vitória otomana; apenas uma minoria trabalhou por uma vitória russa.  Nos primeiros meses de 1915, a imprensa controlada pelos unionistas ainda enfatizava a importância da nação arménia para o esforço de guerra otomano.  Um relatório apresentado a Talât e Cevdet (governador de Vilaiete de Vã) pelos membros do Dashnak Arshak Vramian e Vahan Papazian sobre as atrocidades cometidas pela Organização Especial contra os armênios em Vã criou mais atrito entre as duas organizações. No entanto, os unionistas ainda não estavam suficientemente confiantes para expurgar os arménios da política ou prosseguir políticas de engenharia étnica. 
O CUP empurrou o país para a guerra com a expectativa de que a jihad significaria o colapso dos impérios coloniais da Entente, e que os povos turcos muçulmanos da Ásia Central ajudariam os otomanos com uma invasão do Cáucaso e da Ásia Central. Na maior parte, a jihad não criou revoltas significativas contra as potências aliadas.  De fato, a Primeira Guerra Mundial começou mal para os otomanos. As tropas britânicas tomaram Basra e começaram a avançar rio acima, a invasão do Egito britânico por Cemal Paxá falhou, e o Terceiro Exército de Enver Paxá foi aniquilado pelos russos na Batalha de Sarecamixe. Essas derrotas deprimiram muito o comitê e acabaram com seus sonhos pan-turanistas. Entretanto, as tentativas dos Aliados de forçar o Bósforo em um avanço naval falharam em 18 de março, aumentando a confiança dos unionistas. Em 18 de março, começaram as maquinações para os planos de expurgo dos armênios da política e da economia otomanas e da engenharia étnica na Anatólia oriental, que culminariam letalmente em 24 de abril.  O objetivo era realizar o Türk Yurdu: a turquificação da Anatólia e a transformação do Império Otomano em um estado-nação turco homogêneo. 

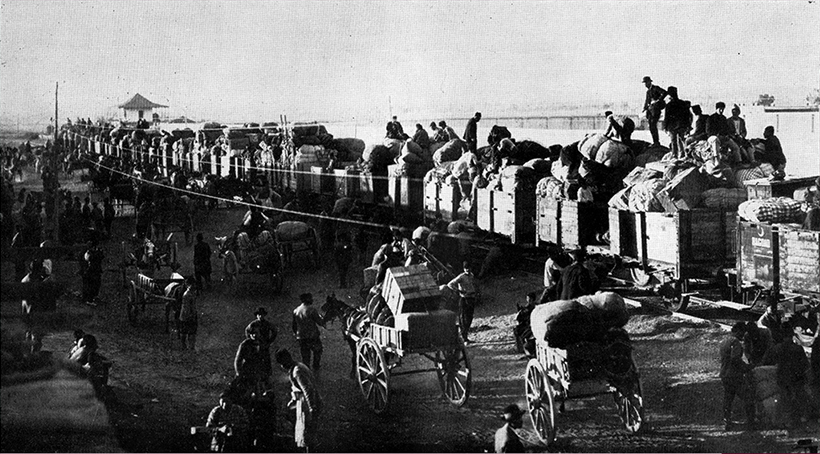
Armênios de Adana sendo deportados para a Síria

### Genocídio armênio
Após o fracasso da expedição de Sarecamixe, o Império Otomano, sob o comando do CUP, se envolveu na ordenação das deportações e massacres de cerca de 1 milhão de armênios e outros grupos cristãos entre 1915 e 1918, conhecido na história como o Genocídio Armênio ou Genocídios Otomanos Tardios. A posição de Talât como Ministro do Interior foi fundamental na organização do esforço. O governo gostaria de retomar as "operações de limpeza" contra a minoria grega na Anatólia ocidental, mas isso foi vetado sob pressão da Alemanha, a única fonte de equipamento militar do Império, pois a Alemanha desejava uma Grécia neutra na guerra.

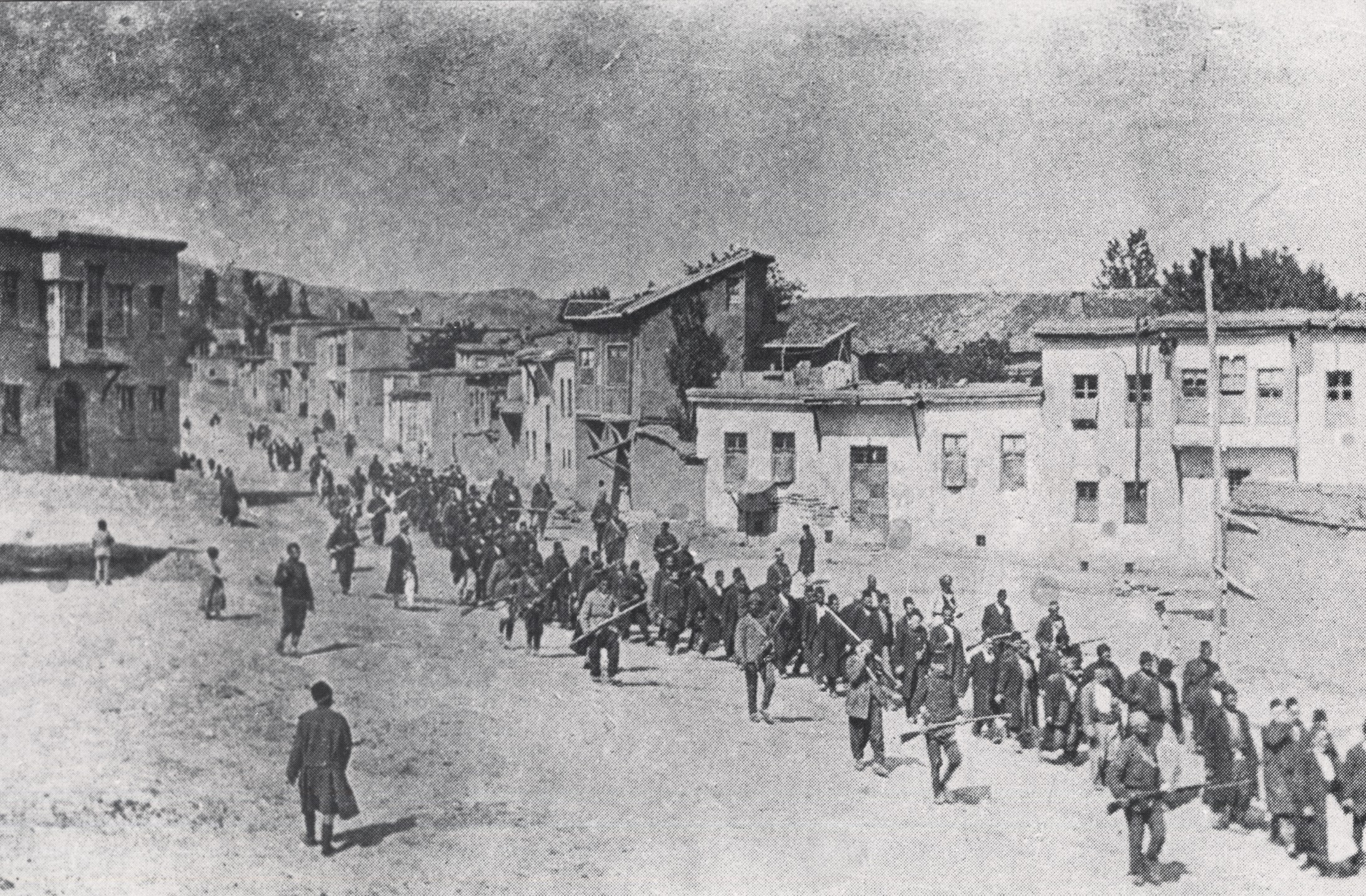
Armênios sendo conduzidos para a execução

A Organização Especial desempenhou um papel fundamental nos Genocídios Otomanos Tardios. A Organização Especial, composta por quadros unionistas especialmente fanáticos, foi expandida a partir de agosto de 1914. Talât deu ordens para que todos os prisioneiros condenados por crimes piores, como assassinato, estupro, roubo, etc., pudessem ter liberdade se concordassem em se juntar à Organização Especial para matar armênios e saquear suas propriedades.  Além dos criminosos de carreira endurecidos que se juntaram em grande número para obter a sua liberdade, as bases das unidades de extermínio da Organização Especial incluíam membros de tribos curdas atraídos pela perspectiva de pilhagem e refugiados da Rumélia, que estavam sedentos pela perspectiva de vingança contra os cristãos depois de terem sido forçados a fugir dos Balcãs em 1912. 
No final de 1914, Enver Pasha ordenou que todos os armênios que serviam no Exército Otomano fossem desarmados e enviados para batalhões de trabalho.  No ano seguinte, ele ordenou a morte de todos os 200.000 soldados armênios otomanos, que agora estavam desarmados nos batalhões de trabalho. 
Em 24 de abril de 1915, Talât enviou um telegrama a Cemal Pasha (que era governador da Síria) instruindo-o a deportar os armênios rebeldes não para a Anatólia Central (Konya), como havia sido feito com um grupo anterior que resistiu em Zeytun (atual Süleymanlı), mas sim para os desertos muito mais inóspitos do norte da Síria. Os desertos sírios acabaram se tornando o destino de futuros deportados armênios. Talât enviou uma circular aos governadores para realizar as prisões de importantes membros Dashnak e Hunchak, bem como de "armênios importantes e prejudiciais conhecidos pelo governo". 
Naquela noite, muitas das elites armênias proeminentes de Constantinopla foram cercadas, presas e mortas logo depois, incluindo Vramian. Comissários militares, provinciais e unionistas foram então enviados para espalhar falsidades sobre os armênios para alimentar o espírito da jihad. Em alguns casos, os secretários responsáveis do comité convocaram grupos de organizações especiais para executar os deportados.  Em 27 de Maio, a base legal para a engenharia demográfica foi promulgada na forma de uma lei provisória que permitiu ao governo poderes de repressão em massa e deportação se a segurança nacional estivesse em risco (Lei Tehcir). 
Os armênios deportados tiveram suas propriedades confiscadas pelo estado e redistribuídas aos muçulmanos ou simplesmente confiscadas pelas autoridades provinciais locais (como o governo do membro do Comitê Central Mehmet Reşid em Diyarbekir). A devolução de bens aos deportados era de fato proibida. No final de 1916, a maioria dos arménios fora de cidades como Constantinopla e Esmirna perderam as suas propriedades privadas. 
Nas áreas de onde as minorias cristãs foram deportadas, o governo instalou refugiados muçulmanos dos Balcãs para tomar seu lugar e propriedades. Alguns governadores locais resistiram às ordens do Comité Central de deportações contra cristãos, como em Kütahya, İzmir e Dersim (moderna Tunceli ), mas a maioria dos resistentes foi simplesmente substituída por Talât.  Este programa de redistribuição da propriedade arménia, Millî İktisat (economia nacional) , era um princípio fundamental do projecto Türk Yurdu da CUP. 
As deportações, massacres e confiscos de propriedades realizados contra armênios e outros grupos cristãos ocorreram em uma escala maior do que nunca, mas esta não foi a primeira ocorrência desse tipo. Talât e a CUP retrataram hipocritamente as suas acções num contexto hamidiano; tal como o pretexto de Abdulamide para massacres contra os seus próprios súbditos arménios foi justificado através de meios legais. 

### Relações com judeus e sionistas

Conversa com os líderes da CUP Halil Bey e Enver Paxá, e o político sionista Alfred Nossig, 1915

Em Dezembro de 1914, Cemal, encorajado por Şakir, ordenou a deportação de todos os judeus que viviam na parte sul da Síria Otomana, conhecida como Mutasarrifado de Jerusalém (aproximadamente o que é hoje Israel ), alegando que a maioria dos judeus vinha do Império Russo, mas na realidade porque o CUP considerava o movimento sionista como uma ameaça ao estado Otomano.  A ordem de deportação foi vetada por Wangenheim e outros membros do Comité Central; os líderes alemães acreditavam que os judeus tinham vastos poderes secretos e que se o Reich ajudasse os judeus na guerra, os judeus, por sua vez, ajudariam o Reich.  Dentro do Comitê Central, muitos tinham sentimentos judaicos pessoais. A CUP teve suas origens em Salônica, na época o centro do mundo judaico com uma pluralidade judaica. Alguns membros do comité eram mesmo Dönme, isto é, muçulmanos com ascendência judaica, incluindo Cavid e o Dr. Nazim, e a maioria dos membros do comité mantinha relações cordiais com os sionistas contemporâneos.  Em geral, a maioria dos judeus simpatizava com o regime unionista, especialmente aqueles concentrados em áreas urbanas e aqueles fora do império, e os sentimentos de uma aliança islâmico-judaica eram comuns.  No entanto, embora os judeus do Yishuv não tenham sido deportados, as autoridades otomanas fizeram questão de perseguir os judeus de várias outras maneiras, levando à criação da rede de resistência pró-entente NILI centrada na Palestina otomana. 
Quando os exércitos aliados começaram a avançar para a Palestina em março de 1917, Cemal Pasha ordenou a deportação dos judeus de Jaffa e, após a descoberta do NILI, liderado pelo agrônomo Aaron Aaronsohn, que espionava para os britânicos com medo de que os unionistas infligissem o mesmo destino aos judeus que infligiram aos armênios, ordenou a deportação de todos os judeus.  No entanto, as vitórias britânicas sobre os otomanos no outono de 1917, com o marechal de campo Allenby a tomar Jerusalém em 9 de dezembro de 1917, salvaram os judeus da Palestina de serem deportados. 

### Outros grupos étnicos
A comunidade cristã assíria também foi alvo do governo unionista no que hoje é conhecido como Seyfo. Talât ordenou ao governador de Van que removesse a população assíria em Hakkâri, levando à morte de centenas de milhares, porém esta política anti-assíria não pôde ser implementada nacionalmente. 
Embora muitas tribos curdas tenham desempenhado um papel importante nas operações de extermínio da Organização Especial contra minorias cristãs, os curdos também foram vítimas de deportação do governo, mas não de massacre. Talât destacou que em nenhum lugar dos vilaietes do Império a população curda deveria ser maior que 5%. Para esse fim, os refugiados muçulmanos e turcos dos Balcãs foram priorizados para serem reassentados em Urfa, Maraş e Antep, enquanto alguns curdos seriam deportados para a Anatólia Central. Os curdos deveriam ser reassentados em propriedades armênias abandonadas, no entanto, a negligência das autoridades de reassentamento ainda resultou na morte de muitos curdos pela fome. 
A CUP era contra todos os grupos que pudessem potencialmente exigir independência. O governo de Cemal Pasha nas províncias multiculturais da Grande Síria viu muitos grupos, não apenas armênios, serem afetados pelo governo do Comitê (ver Seferberlik). Durante a guerra, Cemal Pasha enforcou notáveis sírios locais por traição, o que ajudou a facilitar a revolta árabe contra o império. Ele também fez uso mais criterioso da lei Tehcir (comparada com Talât) para deportar seletiva e temporariamente certas famílias árabes que ele considerava suspeitas.  Devido ao bloqueio aliado da região e à falta de suprimentos para a população civil, certas partes da Síria otomana passaram por uma fome desesperadora. 
As deportações dos Rûm foram suspensas porque a Alemanha desejava um aliado grego ou neutralidade; no entanto, pelo bem de sua aliança, a reação alemã às deportações de armênios foi silenciada. A participação do Império Otomano como aliado contra as potências da Entente foi crucial para a grande estratégia alemã na guerra, e boas relações eram necessárias. Após o avanço russo no Cáucaso e os sinais de que a Grécia ficaria do lado das potências aliadas, a CUP finalmente conseguiu retomar as operações contra os gregos do império, e Talât ordenou a deportação dos gregos do Ponto da costa do Mar Negro. Actos de pilhagem por parte da Organização Especial e das autoridades regionais ocorreram na região em redor de Trabzon, sendo Topal Osman uma figura especialmente infame. 

### Da vitória à derrota

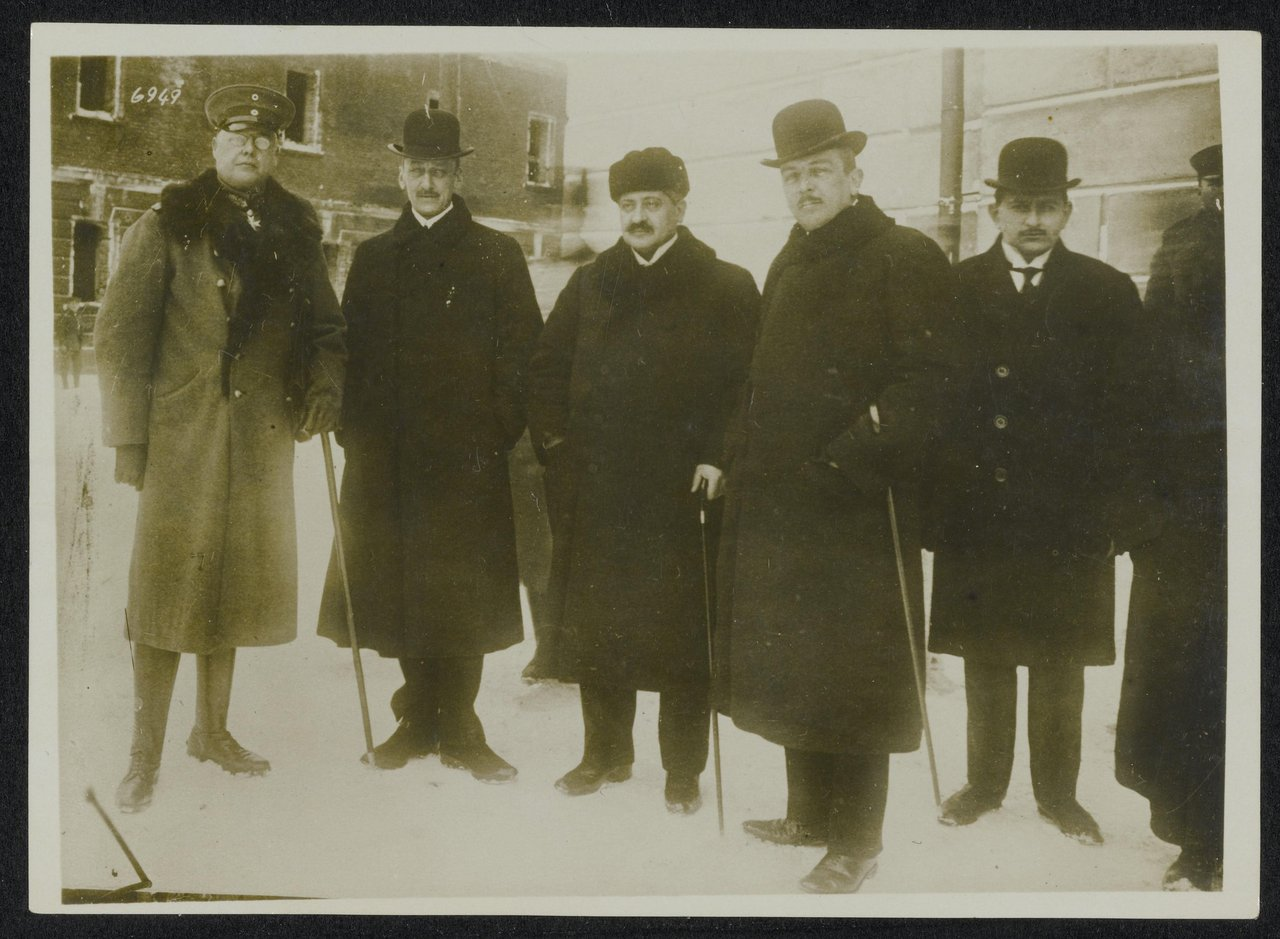
Delegação das Potências Centrais em Brest Litovsk; da esquerda para a direita: General Max Hoffman (Alemanha), Ottakar Czernin (Ministro das Relações Exteriores da Áustria), Grão-vizir Talât Pasha e Richard von Kühlmann (Ministro das Relações Exteriores da Alemanha)

Em 24 de maio de 1915, após tomarem conhecimento do "Grande Crime", os governos britânico, francês e russo emitiram uma declaração conjunta acusando o governo otomano de "crimes contra a humanidade", a primeira vez na história que esse termo foi usado. Os britânicos, os franceses e os russos prometeram ainda que, uma vez ganha a guerra, levariam os líderes otomanos responsáveis pelo genocídio arménio a julgamento por crimes contra a humanidade. 
No entanto, com as forças anglo-australianas-neozelandesas-indianas-francesas em impasse em Galípoli e outra expedição anglo-indiana avançando lentamente sobre Bagdá, os líderes do CUP não foram ameaçados pela ameaça dos Aliados de levá-los a julgamento.  Em 22–23 de novembro de 1915, o general Sir Charles Townshend foi derrotado na Batalha de Ctesiphon por Nureddin Paxá e Goltz Paxá, encerrando assim o avanço britânico em Bagdá.  Em 3 de dezembro de 1915, o que restava da força de Townshend foi sitiado em Kut al-Amara (suas forças se renderam a Halil Paxá cinco meses depois). 
Em Janeiro de 1916, Galípoli terminou com uma vitória otomana com a retirada das forças aliadas; esta vitória contribuiu muito para aumentar o prestígio do regime da CUP.  Depois de Galípoli, Enver Paxá anunciou orgulhosamente em um discurso que o império havia sido salvo, enquanto o poderoso império britânico havia sido humilhado em uma derrota sem precedentes. 
Durante a Primeira Guerra Mundial, embora a aliança entre o Império Otomano e a Alemanha fosse crucial para os objetivos de ambos os impérios, ela permaneceu constantemente em terreno tenso. Tanto os unionistas quanto as elites guilherminianas da Alemanha compartilhavam atitudes chauvinistas contra os valores anglo-saxões de democracia e pluralismo, bem como sentimentos anglofóbicos e russofóbicos mais gerais. No entanto, a promulgação do projecto Türk Yurdu através da deportação e extermínio de minorias cristãs perturbou profundamente os políticos em Berlim (embora não tanto as elites militares alemãs). 
Em 4 de fevereiro de 1917, Said Halim foi finalmente afastado de seu cargo de primeiro-ministro, e Talât foi nomeado Grão-Vizir, levando a facção radical do CUP diretamente ao poder, embora Said Halim sempre tenha sido um fantoche do Comitê Central. Em termos de política, o regime da União e Progresso introduziu muitas reformas que atingiram o auge na administração de Talât Pasha. Foram realizadas reformas nos direitos das mulheres e na lei do matrimônio, na secularização e na educação, que estabeleceram as bases para as reformas mais amplas do regime de Mustafa Kemal Atatürk. No que diz respeito às forças armadas, embora a retirada da Rússia da guerra e o Tratado de Brest-Litovsk, negociado e assinado por Talât Pasha, não tenham sido apenas um grande sucesso para a CUP, mas também para a aliança otomano-germânica, eles apenas atrasaram o conflito. O Império Otomano recuperou as províncias do Cáucaso (Batumi, Carse, Ardacane) perdidas na guerra contra a Rússia há quarenta anos, mas nada estava garantido para as ambições turanistas da CUP no Cáucaso e na Ásia Central. 
O Comitê decidiu tomar as rédeas da situação. Enver Pasha fundou o Exército do Islã para conquistar Baku e seus campos de petróleo e potencialmente realizar os sonhos pan-turquistas na Ásia Central. Oficiais alemães foram deliberadamente excluídos do grupo do exército, pois os otomanos suspeitavam (corretamente) de intenções alemãs semelhantes de ocupar Baku. Essa tensão atingiu o auge na primavera de 1918, em um incidente em que forças otomanas e alemãs entraram em confronto na área. Os otomanos venceram a corrida para Baku quando o Exército do Islã chegou em setembro, mas naquela época as Potências Centrais estavam perdendo em todas as frentes. Ambos os países capitularam às potências aliadas antes que as relações pudessem se deteriorar ainda mais. 

## Expurgos e desintegração (1918-1926)
À medida que a posição militar das Potências Centrais se desintegrava, em 13 de outubro de 1918 o governo de Talât Pasha renunciou. Em 30 de outubro, o marechal Ahmet İzzet Paxá, como novo grão-vizir, negociou o Armistício de Mudros. A posição do CUP agora era insustentável, e seus principais líderes fugiram para Sebastopol e se dispersaram de lá. Durante o último congresso do partido, realizado de 1 a 5 de novembro de 1918, os membros restantes do partido decidiram abolir o partido, que foi severamente criticado pelo público por causa da derrota do Império. No entanto, apenas uma semana depois, o Partido da Renovação foi criado, com a maioria dos ativos e infraestrutura unionistas sendo transferidos para o novo partido, após o que o Partido Popular Liberal Otomano também foi formado por ex-unionistas. Ambos foram proibidos pelo governo otomano em 1919. Após a guerra, as potências aliadas auxiliaram as autoridades otomanas a expurgar os unionistas do governo e do exército, enquanto os Aliados continuaram avançando em território otomano e ocupando terras, quebrando os termos do armistício. As forças britânicas ocuparam Constantinopla e vários pontos do Império e, por meio de seu Alto Comissário Somerset Calthorpe, exigiram que os membros da liderança do CUP que não haviam fugido fossem levados a julgamento, uma política também exigida pela Parte VII do Tratado de Sèvres, encerrando formalmente as hostilidades entre os Aliados e o Império. Os britânicos levaram 60 unionistas de alto escalão, considerados responsáveis por atrocidades, para Malta (ver Exilados de Malta), onde os julgamentos foram planejados. O novo governo no Império Otomano, liderado por Damat Ferid Paxá e Mehmed VI Vahdettin como sultão, prendeu obedientemente mais de 100 oficiais do partido unionista e militares até abril de 1919 e iniciou uma série de julgamentos. A eficácia desses testes foi inicialmente promissora, com um governador de distrito, Mehmed Kemal, sendo enforcado em 10 de abril. Dois outros unionistas foram condenados por crimes contra a humanidade e enforcados, mas enquanto alguns outros foram condenados, nenhum cumpriu sua pena de prisão. 

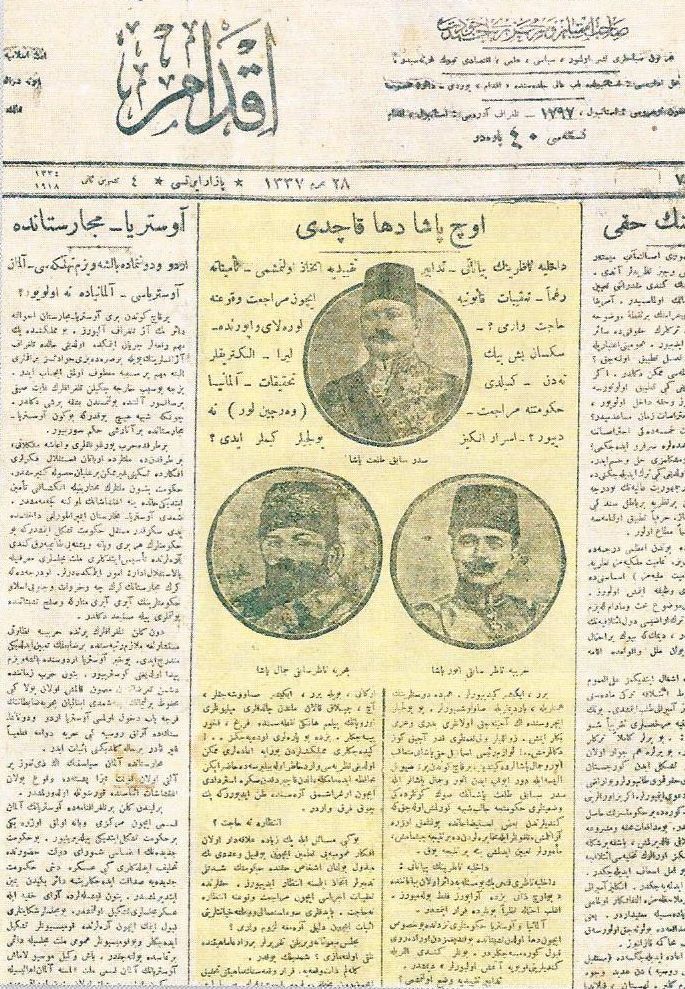
Primeira página do jornal otomano İkdam em 4 de novembro de 1918, depois que os Três Paxás fugiram do país após a Primeira Guerra Mundial. Da esquerda para a direita: Cemal Pasha, Talât Pasha e Enver Pasha.

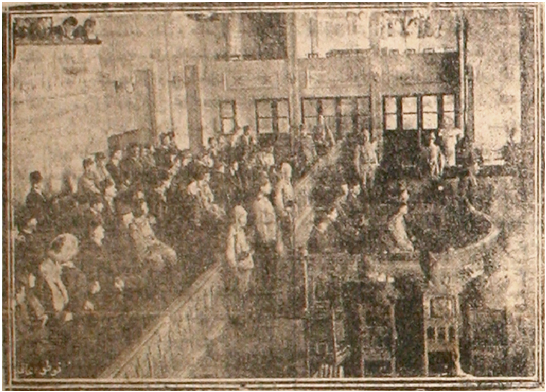
Unionistas em julgamento nos tribunais militares de Istambul

Grande parte da liderança unionista que fugiu foi assassinada entre 1920 e 1922 na Operação Nêmesis. Os Dashnaks enviaram assassinos para caçar e matar os unionistas responsáveis pelo genocídio armênio. O Ministro do Interior e mais tarde Grão-vizir Talât Paxá foi morto a tiros em Berlim por um Dashnak em 15 de março de 1921. Said Halim Paxá, antecessor de Talât que assinou as ordens de deportação em 1915, foi assassinado em Roma por um Dashnak em 5 de dezembro de 1921. O comandante da Organização Especial Bahattin Şakir foi assassinado em Berlim em 17 de abril de 1922 por um atirador Dashnak. Outro membro do triunvirato governante, Cemal Paxá, foi assassinado em 21 de julho de 1922 em Tbilisi pelos Dashnaks. O último membro dos Três Paxás, Enver Paxá, foi morto na Ásia Central enquanto liderava a Revolta Basmachi contra os bolcheviques, a força bolchevique sob o comando de um armênio étnico. 
Embora a maioria dos unionistas tenha escolhido unir-se em torno de Mustafa Kemal e do seu movimento nacional turco contra o governo de Constantinopla e renovar a guerra contra os Aliados, alguns unionistas ficaram insatisfeitos e Kara Kemal [tr] reviveu brevemente a CUP em janeiro de 1922.  O jornalista unionista Hüseyin Cahit declarou que a União e o Progresso não disputariam as eleições gerais de 1923 para o parlamento de Ancara contra o Partido Popular de Atatürk.  Entretanto, insatisfeito com as políticas secularistas que os republicanos estavam promovendo, como a abolição do Califado, o CUP de Kara Kemal apoiou a criação do Partido Republicano Progressista, que se separou do Partido Popular (que mudou seu nome para Partido Popular Republicano). O Partido Republicano Progressista e os unionistas não-conformistas restantes foram expurgados definitivamente após o Caso de Izmir, uma suposta tentativa de assassinato contra Mustafa Kemal. Nazim, Mehmed Cavid e İsmail Canbulat [tr] encontraram seu fim nos Tribunais de Independência subsequentes, com Kara Kemal cometendo suicídio antes de sua execução. Com a oposição reprimida, Atatürk consolidou seu poder e continuou governando a Turquia até sua morte em 1938.

## Legado
A maioria dos líderes do Movimento Nacional Turco e, nessa medida, indivíduos associados ao Partido Republicano do Povo (CHP) de Atatürk (que continuou o regime de partido único) eram ex-unionistas. Os presidentes da República da Turquia, Mustafa Kemal Atatürk, İsmet İnönü e Celâl Bayar, eram membros da União e Progresso. Os membros do Comitê Central da CUP, Ziya Gökalp, Halil Menteşe, Midhat Şükrü Bleda, Fethi Okyar e Rahmi Arslan conseguiram integrar-se no novo regime pós-otomano. Outras importantes figuras republicanas turcas anteriormente associadas à CUP incluíam Rauf Orbay, Kâzım Karabekir, Adnan Adıvar, Şükrü Kaya, Çerkez Ethem, Bekir Sami, Yusuf Kemal, Celaleddin Arif, Ahmet Ağaoğlu, Recep Peker, Şemsettin Günaltay, Hüseyin Avni, Mehmet Emin Yurdakul, Mehmet Akif Ersoy, Celal Nuri İleri, Ali Münif Yeğenağa, Yunus Nadi Abalıoğlu, Falih Rıfkı Atay e outros. Quando Bülent Ecevit se tornou líder do CHP em 1972, ele foi o primeiro secretário-geral do partido que não era filiado ao CUP (e nasceu na República da Turquia). Sua liderança transformou o partido em uma força social-democrata na política turca, à qual o partido permanece fiel até hoje.

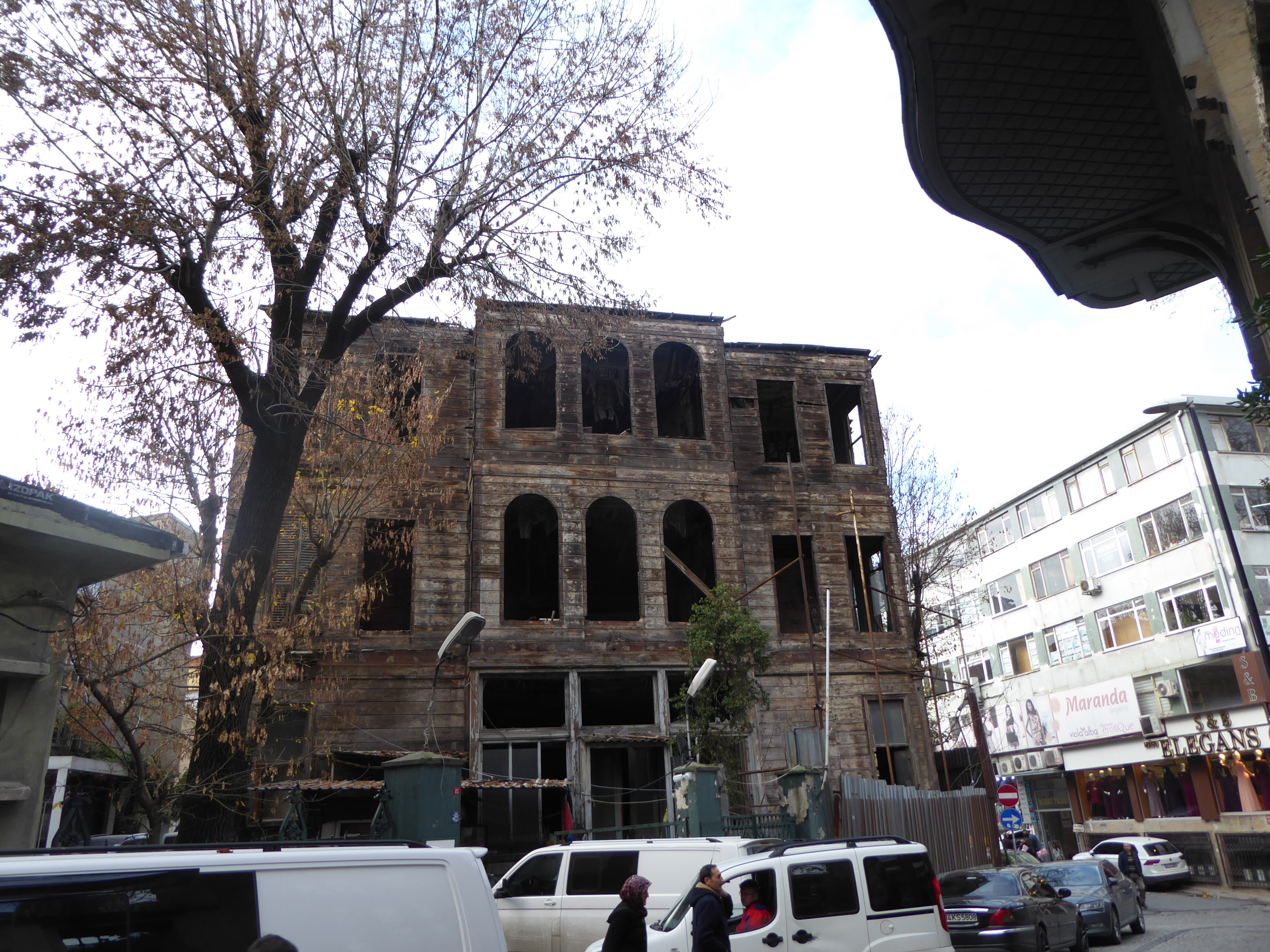
O Pembe Konak, o edifício onde ficava a sede da CUP em Istambul

A maioria dos historiadores da Turquia escreve sobre o período em que a União e o Progresso esteve no poder usando as lentes da historiografia kemalista, que afirma que o Império Otomano e a República da Turquia são dois países distintos, e que o Comitê de União e Progresso e o Partido Popular Republicano não têm nenhuma relação entre si. No entanto, devido às semelhanças de vários funcionários e ideologias governamentais, os oponentes da historiografia kemalista afirmam que existe uma continuidade entre os unionistas que tomaram o poder no golpe de estado de 1913 e os republicanos que perderam o poder na primeira eleição multipartidária da Turquia em 1950; portanto, a Turquia, tanto como uma monarquia constitucional quanto como uma república, estava em um estado de ditadura contínua de partido único entre aqueles anos.   
Além do CHP de Atatürk,  União e Progresso também foi por vezes identificado com os dois partidos de oposição que Atatürk tentou introduzir na política turca contra o seu próprio partido, a fim de ajudar a impulsionar a democracia multipartidária na Turquia, nomeadamente o Partido Republicano Progressista e o Partido Republicano Liberal. Embora nenhum desses partidos fosse constituído principalmente por pessoas indiciadas por atividades genocidas, eles acabaram sendo tomados (ou pelo menos explorados) por pessoas que desejavam restaurar o califado otomano. Consequentemente, ambos os partidos foram obrigados a ser proibidos, embora Kazim Karabekir, fundador do PRP, tenha sido eventualmente reabilitado após a morte de Atatürk por İnönü e até mesmo tenha servido como presidente da Grande Assembleia Nacional da Turquia.
Foi Karabekir quem cristalizou a posição turca moderna sobre o genocídio armênio, dizendo aos comissários de paz soviéticos que o retorno de quaisquer armênios ao território controlado pelos turcos estava fora de questão, já que os armênios haviam perecido em uma rebelião que eles próprios criaram. O historiador Taner Akçam identificou quatro definições da Turquia que foram transmitidas pela primeira geração republicana aos turcos modernos, das quais a segunda é "A Turquia é uma sociedade sem minorias étnicas ou culturas". 

### Fora da Turquia
A Revolução dos Jovens Turcos e o trabalho da CUP tiveram um grande impacto sobre os muçulmanos em outros países. A comunidade persa em Istambul fundou o Partido da União e Progresso Iraniano. Os muçulmanos indianos imitaram o juramento da CUP administrado aos recrutas da organização. Os líderes do movimento dos Jovens Bukhara foram profundamente influenciados pela Revolução dos Jovens Turcos e a viram como um exemplo a ser seguido. Os jadidistas tentaram imitar os Jovens Turcos. Após a Revolução dos Jovens Turcos, elementos reformistas do exército grego formaram uma organização revolucionária secreta modelada a partir do CUP, que derrubou o governo no Golpe de Goudi, levando Elefthérios Venizélos ao poder. 
Em 1988, as autoridades soviéticas desmantelaram uma organização em Zhambyl chamada União e Progresso, que planeava realizar assassinatos de líderes do Partido Comunista na RSS do Cazaquistão. 
Considerado o primeiro estado de partido único do mundo,  o regime do CUP deu o exemplo para futuros regimes de partido único, especialmente na Europa do período entreguerras.

## Resultados eleitorais

### Câmara dos Deputados
| Eleição | Assentos  | Posição |
| ------- | --------- | ------- |
| 1908    | 60 / 288  | Governo |
| 1912    | 269 / 275 | Governo |
| 1914    | 192 / 275 | Governo |

## Congressos

### No exílio
- 1896
- 1902: Primeiro Congresso dos Jovens Turcos [tr]
- 1907: Segundo Congresso dos Jovens Turcos [tr]

### Secretos
- 1908
- 1909
- 1910
- 1911

### Públicos
- 1912
- 1913
- 1916
- 1917
- 1918